# Chiến dịch Barvenkovo–Lozovaya
Chiến dịch Barvenkovo–Lozovaya (Lozova) (được Thống chế Đức Wilhelm Bodewin Gustav Keitel gọi là Trận Kharkov lần thứ hai) là một hoạt động quân sự lớn của quân đội Liên Xô và quân đội Đức Quốc xã tại sườn phía Nam mặt trận Xô-Đức, chiến trường chính của chiến dịch là khu vực tam giác Barvenkovo-Vovchansk-Krasnograd ở phía Đông Kharkov, trên khu vực nằm giữa hai con sông Bắc Donets và Oskol. Dựa vào ưu thế tương đối về binh lực tại khu vực mặt trận Tây Nam, Phương diện quân Tây Nam đã đệ trình kế hoạch chiến dịch từ cuối tháng 2 năm 1942 với ý đồ chiếm lại Kharkov bằng hai đòn vu hồi từ phía Bắc và phía Nam. Kế hoạch này bị Bộ Tổng tham mưu quân đội Liên Xô phản đối vì khi tính toán tại thì thấy không được bảo đảm về nhân lực và vật chất. Tuy nhiên, I. V. Stalin lại ủng hộ kế hoạch này và lệnh cho Bộ Tổng tham mưu phải tuân thủ do Tư lệnh Phương diện quân Tây Nam S. K. Timoshenko cam đoan sẽ thành công.
Khởi đầu ngày 12 tháng 5, sau ba ngày tấn công, bốn tập đoàn quân bộ binh và hai quân đoàn xe tăng Liên Xô đã tiến công đến cách phía Bắc và phía Nam Kharkov khoảng 40 đến 60 km. Ngày 14 tháng 5, Cụm tập đoàn quân Nam (Đức) bắt đầu giai đoạn đệm của Chiến dịch Blau với mục đích chiếm một số bàn đạp chuẩn bị cho cuộc tổng tấn công lớn vào mùa hè tại phía Nam mặt trận Xô-Đức. Sự cố tình trì hoãn việc dừng chiến dịch khi hậu cứ các cánh quân tấn công bị uy hiếp của nguyên soái S. K. Timoshenko đã khiến Phương diện quân Tây Nam (Liên Xô) đã phải trả giá đắt. Hai tập đoàn quân và hai quân đoàn xe tăng bị bốn tập đoàn quân Đức và Tập đoàn quân 2 Hungary bao vây tiêu diệt và bị bắt làm tù binh. Hai tập đoàn quân và hai quân đoàn xe tăng khác bị thiệt hại nặng. Phương diện quân Tây Nam và Phương diện quân Nam (Liên Xô) phải rút lui về sông Oskol. Một tháng sau, với binh lực lên đến 102 sư đoàn, Cụm tập đoàn quân Nam (Đức) được tăng cường Tập đoàn quân xe tăng 4 từ Cụm tập đoàn quân Trung tâm tiếp tục tấn công, đánh chiếm tuyến đường sắt bên hữu ngạn sông Đông, chiếm một loạt các vị trí quan trọng trên bờ Tây sông Đông và mở các chiến dịch Braunschweig tấn công trực diện vào Stalingrad, chiến dịch Edelweiss tràn vào Bắc Kavkaz.
Thất bại của quân đội Liên Xô trong Chiến dịch Barvenkovo–Lozovaya vô hình trung đã tạo đà cho quân Đức phát huy thế mạnh các lực lượng tăng - thiết giáp của họ còn đang sung sức để hoàn thành bước đầu Kế hoạch Xanh, bổ đôi mặt trận của Liên Xô, tiến ra sông Volga và tràn đến Bắc Kavkaz, uy hiếp vùng dầu mỏ Baku - Grozny cực kỳ quan trọng đối với Liên Xô. Sau thất bại này, Nguyên soái S. K. Timoshenko phải rời khỏi vị trí tư lệnh Phương diện quân Tây Nam và chỉ còn vài lần được cử ra mặt trận với tư cách đại diện của Đại bản doanh. Kết quả tai hại của chiến dịch này còn làm cho Bộ Tổng tư lệnh quân đội Liên Xô phải đưa đến Phương diện quân Tây Nam một phần lực lượng dự bị mà khó khăn lắm, họ mới dành dụm được trong mùa đông 1941-1942. Tất cả cũng chỉ đủ để cứu vãn cho bốn tập đoàn quân còn lại của Phương diện quân này khỏi bị hợp vây và lập được trận tuyến phòng ngự mới trên tả ngạn sông Đông.

## Bối cảnh

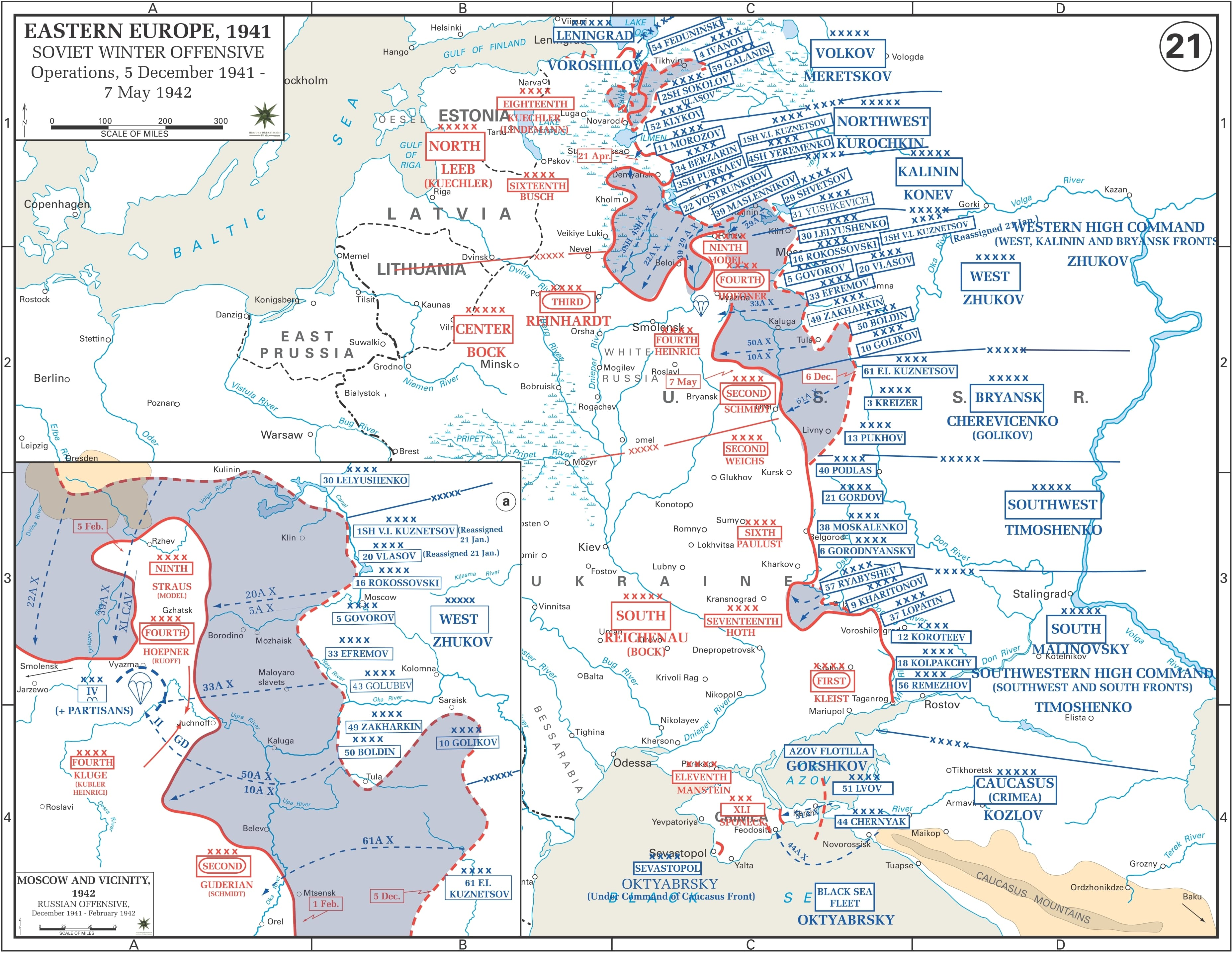
Bản đồ tình huống mặt trận Xô-Đức từ ngày 6 tháng 12 năm 1941 đến ngày 7 tháng 5 năm 1942

Bước sang mùa hè năm 1942, tình thế mặt trận Xô-Đức đã có nhiều thay đổi. Sau cuộc phản công tại khu vực Moksva, Quân đội Liên Xô hầu như đã sử dụng hết các lực lượng dự bị cho năm 1941 và phải dừng lại trên tuyến Kholm - Velizh - Demidov - Belyi, tạo nên chỗ lồi Rzhev - Viazma mà bên trong nó, Tập đoàn quân 33, Quân đoàn kỵ binh 1 và lữ đoàn bổ bộ đường không 4 của Liên Xô đang phải chiến đấu trong vòng vây. Từ tháng 1 đến tháng 2 năm 1942, Phương diện quân Tây Nam và Phương diện quân Nam (Liên Xô) tiến hành một số hoạt động quân sự phối hợp với cuộc tổng phản công mùa Đông 1941-1942 tại khu vực phía Nam của mặt trận. Trong trận phản công từ ngày 18 đến ngày 31 tháng 1 năm 1942, Phương diện quân Nam đã chiếm được một bàn đạp nhỏ tại khu vực Izyum-Barvenkovo-Lozovaya nằm ở phía Nam thành phố Kharkov lúc này đang bị quân đội Đức chiếm đóng; hình thành một "chỗ lồi" nhô về phía mặt trận của quân Đức, thường được gọi là "Chỗ lồi Barvenkovo". Khu vực này được Nguyên soái Timoshenko, tư lệnh Phương diện quân Tây Nam đánh giá có tầm quan trọng chiến lược, là bàn đạp để phản công lấy lại Kharkov. Trong trường hợp chưa có điều kiện tấn công thì "chỗ lồi" này cũng có tác dụng chia cắt Tập đoàn quân 6 (Đức) đang đóng ở khu vực xung quanh Kharkov với Tập đoàn quân 17 (Đức) đóng ở phía Nam khu vực Barvenkovo - Lozovaya.
Do mặt trận ngày càng mở rộng với tổng chiều dài chính diện từ hơn 1.400 km (năm 1941) lên hơn 2.500 km (đầu năm 1942), Bộ Tổng tư lệnh quân đội Đức Quốc xã đã điều động thêm nhiều đơn vị từ Tây Âu và nước Đức tăng cường cho Mặt trận phía Đông, nâng tổng số các đơn vị chiến đấu lên 178 sư đoàn, 8 lữ đoàn và 4 tập đoàn không quân Đức cùng 39 sư đoàn và 12 lữ đoàn quân của các nước đồng minh Đức như România, Italia, Hungary. Tổng quân số gồm 5.400.000 quân Đức, 810.000 quân các nước đồng minh của Đức; 3.230 xe tăng và pháo tự hành; gần 57.000 pháo và súng cối, 3.400 máy bay chiến đấu. Cùng thời điểm này, quân đội Liên Xô có 5.534.500 người, 4.959 xe tăng và pháo tự hành, 40.798 pháo và súng cối, 2.480 máy bay. Tuy có ưu thế về xe tăng nhưng chất lượng phần lớn xe tăng Liên Xô vẫn kém xe tăng Đức. Tại cánh Nam của mặt trận Xô-Đức, Tập đoàn quân xe tăng 1 của tướng Ewald von Kleist sau khi rút khỏi Rostov với những thiệt hại đáng kể đã được bù đắp bởi 3 sư đoàn xe tăng và 1 sư đoàn cơ giới rút từ châu Âu sang. Tập đoàn quân này đã chuyển đến khu vực Slaviansk - Kramatorsk để phục vụ cho ý đồ chiến dịch Blau mà quân đội Đức trù tính sẽ khởi sự vào đầu mùa hè năm 1942. Tại cánh Bắc của Cụm tập đoàn quân Nam cũng được tăng cường bởi Tập đoàn quân xe tăng 4 (Đức) chuyển từ Cụm tập đoàn quân Trung tâm sang, tập trung tại khu vực Belgorod, Kursk, Oryol.
Tại Hội nghị quân sự tháng 2 năm 1942, Tổng tư lệnh tối cao Liên Xô I. V. Stalin cho rằng quân Đức sẽ tấn công trên hai hướng quan trọng nhất là khu vực Moskva và mặt trận hướng Nam, trong đó hướng Moskva là trọng điểm. Khi Bộ Tổng tham mưu đề nghị chỉ nên phòng ngự tích cực để tiêu hao các lực lượng Đức thì I. V. Stalin lại muốn mở một số cuộc tấn công có tính chất cục bộ tại Krym, khu vực Kharkov, khu vực Lgov-Kursk, khu vực Smolensk, khu vực Leningrad và "chỗ lõm" Demyansk. Ông cho rằng trong lúc này, quân đội phát xít Đức đã bị suy yếu nghiêm trọng sau thất bại tại Moskva, vì vậy các cuộc tấn công này có thể cải thiện tình thế chiến lược của các phương diện quân. I. V. Stalin muốn khai thác tối đa sự suy yếu của quân Đức bằng các chiến dịch tấn công trong mùa xuân. Ông cho rằng các đợt tấn công chủ động vào mùa xuân sẽ gây thiệt hại lớn cho quân Đức và đập tan dự định tấn công vào Moskva của Đức ngay từ trong trứng nước.

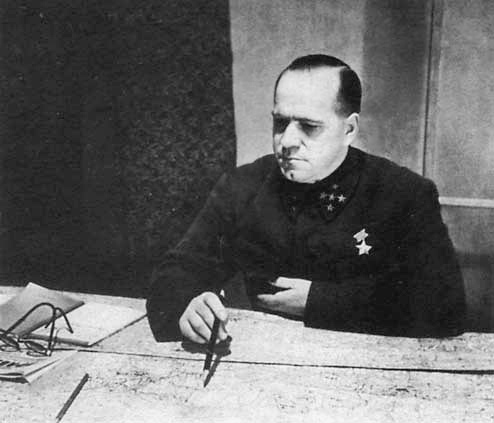
Zhukov, tháng 10 năm 1941

Quyết định của I.V. Stalin gặp phải sự phản đối quyết liệt của Bộ Tổng tham mưu cũng như của Đại tướng G. K. Zhukov và A. M. Vasilevsky. Zhukov đồng ý với Bộ Tổng tham mưu và cho rằng Tổng tư lệnh đã đưa ra quá nhiều cuộc tấn công trong khi lực lượng dự bị chưa được xây dựng xong để phục hồi sức chiến đấu của quân đội. Ông cho rằng chỉ nên mở một cuộc tấn công cục bộ để xóa bỏ bàn đạp của quân Đức tại khu vực Rzhev - Vyazma và giải vây cho số quân Liên Xô đang mắc kẹt tại đây. Ý kiến này của Zhukov bị Stalin cho đó là sự nửa vời, là việc khoanh tay ngồi chờ quân Đức tấn công. Bất chấp những lời cảnh báo của các tướng lĩnh và Bộ Tổng Tham mưu, I. V. Stalin quyết định tổ chức một số trận tiến công cục bộ nhằm giáng cho quân Đức một đòn bất ngờ. Về tình hình lúc đó, Vasilevsky viết:
| “                                    | Phải, chúng tôi đã hi vọng rằng lực lượng dự bị của quân Đức đã cạn kiệt. Tuy nhiên tình hình lúc đó lại khắc nghiệt hơn chúng tôi tưởng. | ” |
| — Aleksandr Mikhailovich Vasilevsky, | |   |

Khi I. V. Stalin hỏi đến mặt trận hướng Tây Nam, Tư lệnh Phương diện quân Tây Nam, nguyên soái S. K. Timoshenko lại cho rằng phương diện quân của ông đã có thể và cần thiết phải đánh bại quân Đức trên hướng này. Ý kiến của S. K. Timoshenko được K. E. Voroshilov ủng hộ. Mặc dù G. K. Zhukov tiếp tục phản đối nhưng kết luận cuối cùng vẫn thuộc về Tổng tư lệnh tối cao. Mặc dù các chuyên gia của Bộ Tổng tham mưu quân đội Liên Xô đã chỉ ra rằng để thực hiện chiến dịch tại khu vực Barvenkovo - Vovchansk thì cần phải có những lực lượng dự bị to lớn mà hiện nay chưa thể có được nhưng I. V. Stalin vẫn lệnh cho Bộ Tổng tham mưu phải chuẩn bị tiến hành các chiến dịch cục bộ tạị Krym và khu vực Kharkov.
Những nhận định của I. V. Stalin, S. K. Timoshenko và K. E. Voroshilov đã tỏ ra sai lầm rất lớn với tình hình thực tế. Sau trận phản công tại Moskva, quân đội Đức Quốc xã đã ráo riết chuẩn bị cho cuộc tổng tấn công mùa hè của họ. Tháng 4 năm 1942, Bộ Tổng tham mưu Đức đã hoàn chỉnh Kế hoạch Xanh và trình lên Adolf Hitler. Ngày 5 tháng 4 năm 1942, Hitler đã phê chuẩn kế hoạch này bằng Chỉ thị số 41 yêu cầu tập trung 102 sư đoàn tại cánh Nam của mặt trận Xô-Đức để triển khai cuộc tổng tấn công mùa hè, đánh chiếm Donbass, tiến ra sông Đông, xa hơn nữa đến sông Volga và tràn vào Bắc Kavkaz nhằm cắt đứt liên lạc của Liên Xô với các đồng minh thông qua Iran. Viễn tưởng hơn nữa, Hitler còn đặt mục tiêu hội quân giữa quân đội Đức tại Liên Xô và Tập đoàn quân 20 của Thống chế Erwin Rommel ở Ai Cập để cùng tiến vào Ấn Độ, cùng phân chia Ấn Độ với quân đội Đế quốc Nhật Bản lúc này đã tiến đến Miến Điện.

## Binh lực và kế hoạch của hai bên

### Quân đội Liên Xô

#### Binh lực
Lực lượng tham gia vào cuộc tấn công của quân đội Liên Xô gồm cánh trái của Phương diện quân Tây Nam và cánh phải của Phương diện quân Nam; được bố trí như sau:
- Phương diện quân Tây Nam do Nguyên soái S.K. Timoshenko làm Tư lệnh, Trung tướng I.Kh. Bagramian làm Tham mưu trưởng, Chính ủy Sư đoàn K.A. Gurov làm Ủy viên hội đồng quân sự; huy động 4/6 tập đoàn quân trên cánh trái tham gia chiến dịch:[2]
  - Tập đoàn quân 6 do tướng D.I. Riabyshev chỉ huy, trong biên chế có:
    - Quân đoàn kỵ binh 6 gồm các sư đoàn kỵ binh 26, 38 và 49;
    - Quân đoàn xe tăng 23 gồm lữ đoàn xe tăng 38 và lữ đoàn cơ giới 7;
    - Quân đoàn xe tăng 21 gồm lữ đoàn xe tăng cận vệ 5 và lữ đoàn xe tăng 48;
    - Các sư đoàn bộ binh 41, 47, 103, 248, 253, 266, 270, 337, 393 và 411.

  - Tập đoàn quân 38 do tướng K.S. Moskalenko chỉ huy, trong biên chế có:
    - Quân đoàn xe tăng 22 gồm các lữ đoàn xe tăng 13, 36 và 133;
    - Các sư đoàn bộ binh 81, 124, 199, 226, 277, 300, 304 và 343;
    - Trung đoàn cơ giới độc lập 7.

  - Tập đoàn quân 28 do tướng A.M. Gorodnyansky chỉ huy, trong biên chế có:
    - Quân đoàn kỵ binh cận vệ 3;
    - Quân đoàn xe tăng 13 gồm các lữ đoàn xe tăng 57, 84, 90 và lữ đoàn xe tăng cận vệ 6;
    - Các sư đoàn bộ binh 38 và 162.

  - Tập đoàn quân 21 do tướng V.N. Gordov chỉ huy, trong biên chế của cánh trái tham gia chiến dịch có:
    - Lữ đoàn xe tăng 10;
    - Các sư đoàn bộ binh 76, 227, 293 và 301.

  - Không quân của phương diện quân gồm trung đoàn ném bom 4, 6, 10 và 52; trung đoàn tiêm kích 2 và 6; trung đoàn cường kích 258 và trung đoàn trinh sát - vận tải 512.
- Phương diện quân Nam do Trung tướng R.Ya. Malinovsky làm Tư lệnh, Trung tướng A.I. Antonov làm Tham mưu trưởng, Chính ủy Sư đoàn I.I. Larin làm Ủy viên hội đồng quân sự; huy động 2 trong số 6 tập đoàn quân tại cánh phải tham gia chiến dịch gồm:
  - Tập đoàn quân 57 do tướng K.P. Podlas chỉ huy; trong biên chế có:
    - Quân đoàn kỵ binh 2 gồm các sư đoàn kỵ binh 34, 62 và 70;
    - Sư đoàn bộ binh cận vệ 14;
    - Các sư đoàn bộ binh 99, 150, 217 và 351.

  - Tập đoàn quân 9 do tướng F.M. Kharitonov chỉ huy, trong biên chế có:
    - Các sư đoàn kỵ binh 30, 34 và 60;
    - Các lữ đoàn xe tăng 12, 15, 64 và 121;
    - Các sư đoàn bộ binh 51, 106, 333, 335, 341 và 349.

Ở đây điều cần chú ý là - do Hồng quân đã chịu thương vong rất lớn trong những ngày đầu chiến tranh (như trong trận Moskva họ đã thiệt hại gần 1 triệu người) - phần lớn các binh sĩ Hồng quân trong thời điềm này là lực lượng vừa mới được động viên và dĩ nhiên kinh nghiệm chiến trường cùng với sự huấn luyện của họ rất nghèo nàn. Liên Xô cũng đang trong quá trình chịu nhiều khó khăn về hậu cần do nhiều trung tâm công nghiệp, nông nghiệp lớn của họ đã bị phát xít Đức chiếm giữ. Về sau, Nguyên soái A.M. Vasilevsky cho rằng chiến lược thích hợp trong giai đoạn lúc đó đáng ra phải là "phòng ngự chiến lược tạm thời". Cũng theo Nguyên soái Vasilevsky lực lượng Hồng quân năm 1942 chưa được chuẩn bị đầy đủ để chủ động tổ chức một chiến dịch tấn công nhằm vào quân Đức vốn có trang bị và huấn luyện tốt hơn; rõ ràng là Hồng quân không có đủ ưu thế về quân số cũng như về "chất lượng" của binh sĩ, và vì đội ngũ cán bộ chỉ huy các cấp vẫn đang trong quá trình phục hồi sau giai đoạn đen tối năm 1941.

#### Kế hoạch
Kế hoạch tấn công do Nguyên soái S.K. Timoshenko trình bày tại hội nghị của Đại bản doanh ngày 27 tháng 3 gồm hai mũi tấn công theo chiến thuật gọng kìm vào phía Bắc và phía Nam Kharkov. Mũi phía Nam là mũi chủ công do Tập đoàn quân 6 thực hiện. Cụm xung kích của tập đoàn quân này do thiếu tướng xe tăng L.V. Bovkin chỉ huy xuất phát từ phòng tuyến trên sông Orel tấn công qua Staraya Vodolaga - Rakitnoye - Merefa - Zmiev rồi đột kích vào Kharkov từ phía Nam. Dành một phần lực lượng bên cánh trái của tập đoàn quân đột kích đến Krasnograd để che đỡ sườn trái. Mũi phía Bắc lấy tập đoàn quân 28 mới được tổ chức lại làm chủ lực, vượt sông Bắc Donets tấn công vào Vovchansk - Livny, đột kích Kharkov từ phía Bắc, phát triển đến Kozacha Lopan và Dergachi. Tập đoàn quân 38 ở giữa mặt trận có nhiệm vụ kiềm chế Tập đoàn quân 6 (Đức) tại các khu phòng thủ Chuguev và Balaklaya. Tập đoàn quân 21 ở cánh cực Bắc cũng có nhiệm vụ giữ chân cánh phải của Tập đoàn quân xe tăng 4 và Quân đoàn 2 Hungary ở khu vực Belgorod. Trên hướng Nam, các tập đoàn quân 9 và 57 có nhiệm vụ ngăn chặn các Tập đoàn quân xe tăng 1 và Tập đoàn quân 17 (Đức), giữ chặt tuyến phòng thủ Lozovaya - Kramatorsk - Sloviansk, che chở cho Tập đoàn quân 6 (Liên Xô) từ phía sau. Kế hoạch cũng dự kiến lấy xe tăng và kỵ binh làm lực lượng đột kích chủ lực. Cụm xung kích của Tập đoàn quân 6 có 4 lữ đoàn xe tăng và 1 quân đoàn kỵ binh. Cụm xung kích của tập đoàn quân 28 có 5 lữ đoàn xe tăng và 1 quân đoàn kỵ binh. Cánh phải của Tập đoàn quân 38 tham gia tấn công cũng điều động 3 lữ đoàn xe tăng.
Nguyên soái Timoshenko tin rằng quân đội Đức đã chịu thiệt hại nặng về binh lực, vũ khí và trang thiết bị chiến đấu, và rằng họ không có đủ thời gian đủ dài để nghỉ ngơi dưỡng quân và nhận được sự tăng viện lớn từ hậu phương nước Đức nên không thể tiến hành những hành động mạnh mẽ. Khi phân tích vấn đề này, Timoshenko tin rằng với ưu thế tương đối đã đạt được trên hướng tấn công chủ yếu, Phương diện quân có thể lấy lại Kharkov và một phần Donbass. Toàn bộ 925 xe tăng hiện có của Phương diện quân Tây Nam được huy động cho cuộc tấn công. Phương diện quân Nam chỉ có 450 xe tăng, dự kiến được sử dụng cho các trận đánh phòng ngự là chính. Tuy nhiên, khi nhận xét về tình hình đối phương, Tham mưu trưởng Phương diện quân Tây Nam I.Kh. Bagramian đã phải thừa nhận rằng:
| “                                 | Về mức độ tăng viện bằng các lực lượng dự bị có thể có từ sâu trong hậu phương các cánh quân chính của địch, những dự đoán của chúng tôi được dựa trên phỏng đoán nhiều hơn trên các thông tin thực tế. | ” |
| — Ivan Khristoforovich Bagramian, | |   |

Một vấn đề phát sinh ở đây là, việc chuẩn bị và tập hợp lực lượng ở khu vực mặt trận gặp nhiều cản trở nghiêm trọng. Một nguyên nhân là trong thời gian này, mặt đất đã biến thành các bãi bùn sình lầy lội, điều này khiến cho thời gian huy động lực lượng bị kéo dài. Nhiều tướng lĩnh Hồng quân cũng chỉ trích các sĩ quan chỉ huy phương diện quân về những yếu kém trong khâu tập hợp, chuẩn bị và quản lý lực lượng, trong việc tổ chức tấn công cũng như thái độ quan liêu, "chỉ tay năm ngón" của họ, điều này Nguyên soái Vasilevsky đã chỉ ra trong hồi ký của mình. Chính vì việc chuẩn bị quân lực quá cẩu thả, quân Đức đã có thể đoán biết được kế hoạch và các hướng tấn công của Hồng quân. K.S. Moskalenko, lúc ấy là chỉ huy của Tập đoàn quân số 38, chỉ trích các sĩ quan chỉ huy phương diện quân về việc họ không chuẩn bị sẵn một kế hoạch điều binh và điều này thể hiện sự yếu kém trong công tác quản lý binh lực của phương diện quân. Ông kết luận rằng việc "phát xít Đức đoán trước được kế hoạch của chúng ta" là điều hiển nhiên.

### Quân đội Đức Quốc xã

#### Binh lực

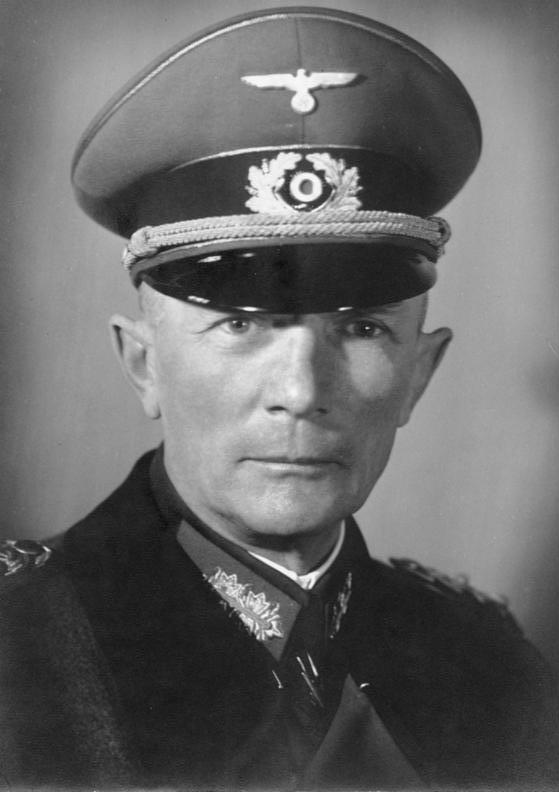
Thống chế Fedor von Bock Tư lệnh Cụm tập đoàn quân Nam (Đức) từ 15 tháng 3 năm 1942

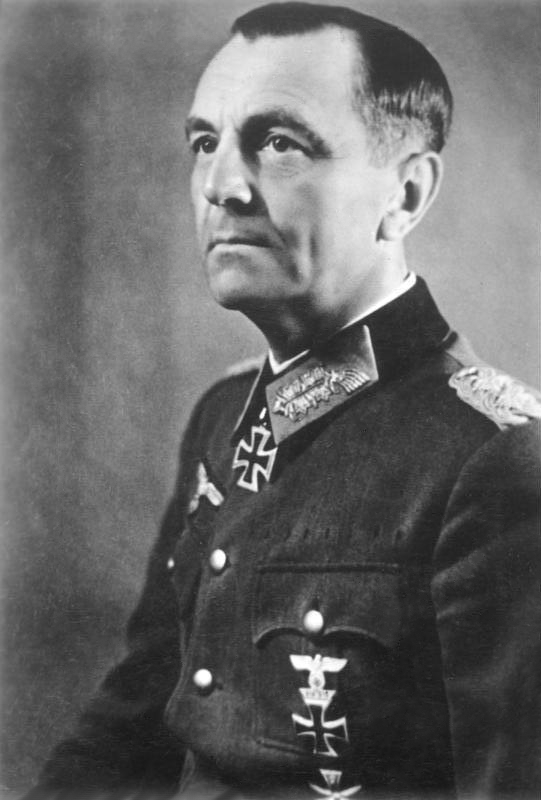
Thượng tướng Thiết giáp Friedrich Paulus
tháng 6/1942

Từ ngày 22 tháng 6 năm 1941 đến ngày 30 tháng 4 năm 1942, tại mặt trận Xô-Đức, Quân đội Đức Quốc xã đã bị thiệt hại to lớn. Chỉ tính riêng về người, thương vong đã lên đến 34.395 sĩ quan, 1.133.440 hạ sĩ quan và binh sĩ, tổng số thiệt hại là 1.167.835 người Để phục hồi sức chiến đấu cho chuẩn bị cho Chiến dịch Blau, quân đội Đức Quốc xã đã huy động đến hướng Nam và Tây Nam của mặt trận Xô-Đức 102 sư đoàn, trong đó có nhiều sư đoàn còn sung sức được rút từ nước Pháp, Đông Âu và cả trong nội địa nước Đức. Bộ chỉ huy các Cụm tập đoàn quân của Đức cũng có sự thay đổi. Thống chế Gerd von Rundstedt được điều sang chỉ huy các lực lượng Đức tại Tây Âu. Thống chế Fedor von Bock trao lại Cụm tập đoàn quân Trung tâm cho thống chế Günther von Kluge để nhận chức Tư lệnh Cụm tập đoàn quân Nam.
Tại thời điểm tháng 5 năm 1942, Cụm tập đoàn quân Nam (Đức) do thống chế Fedor von Bock làm tư lệnh tại mặt trận Barvenkovo - Vonchansk có các đơn vị sau:
- Tập đoàn quân 6 của Thượng tướng Thiết giáp Friedrich Paulus chỉ huy (thay thống chế Walther von Reichenau chết ngày 12 tháng 1 năm 1942 do máy bay chở ông ta bị rơi); trong biên chế có:
  - Quân đoàn bộ binh 8 (quân đoàn Breslau) của Trung tướng Walter Heitz gồm các sư đoàn bộ binh 62, 108, 113, 454 và lữ đoàn quân cảnh 408.
  - Quân đoàn bộ binh 17 của Thượng tướng Bộ binh Karl Strecker gồm các sư đoàn bộ binh 75, 79, 294; lữ đoàn xe bọc thép trinh sát 66 và trung đoàn công binh 417.
  - Quân đoàn bộ binh 29 của Thượng tướng Bộ binh Hans von Obstfelder gồm các sư đoàn bộ binh 57, 168, 299 và lữ đoàn công binh 429.
  - Quân đoàn cơ giới 40 của Thượng tướng Thiết giáp Georg Stumme gồm các sư đoàn xe tăng 3, 23, sư đoàn cơ giới 29, các sư đoàn bộ binh 331, 336 và sư đoàn công binh 440.
  - Quân đoàn bộ binh 51 của Trung tướng (sau thăng Thượng tướng Pháo binh) Walther von Seydlitz-Kurzbach gồm các sư đoàn bộ binh 44, 71, 297 và sư đoàn quân cảnh 451. Trong chiến dịch được tăng viện sư đoàn bộ binh 305.
- Tập đoàn quân xe tăng 4 có Quân đoàn xe tăng 14 tham gia chiến dịch gồm sư đoàn xe tăng 16, sư đoàn xe tăng SS "Wiking". sư đoàn bộ binh 100 và sư đoàn khinh binh Slovakia do các sĩ quan Đức chỉ huy.
- Tập đoàn quân 17 do Thượng tướng Bộ binh Hans von Salmuth chỉ huy, trong biên chế có:
  - Quân đoàn hỗn hợp 44 của Thượng tướng Pháo binh Maximilian de Angelis gồm các sư đoàn bộ binh 68, 101, 257; sư đoàn pháo binh 27; sư đoàn pháo phòng không 279; sư đoàn không quân tiêm kích 861; các trung đoàn không quân ném bom 17 và 42 và sư đoàn công binh 8.
  - Quân đoàn bộ binh 4 của Thượng tướng Bộ binh Viktor von Schwedler gồm các sư đoàn bộ binh 9, 68, 76, 94 và 295, sư đoàn cơ giới trinh sát 23, sư đoàn pháo binh 849, sư đoàn súng cối 245, trung đoàn pháo hạng nặng 704, các trung đoàn pháo phòng không 8 và 24, sư đoàn công binh 601.
  - Quân đoàn bộ binh 52 (quân đoàn Hannover) của Thượng tướng Bộ binh Eugen Ott gồm các sư đoàn bộ binh 50, 111 và 370, sư đoàn mô tô trinh sát 32, sư đoàn pháo binh 658, trung đoàn pháo chống tăng 66.
- Tập đoàn quân xe tăng 1 do Đại tướng Paul Ludwig Ewald von Kleist chỉ huy, trong biên chế có:
  - Quân đoàn xe tăng 3 mới được điều đến từ nước Đức do Thượng tướng Thiết giáp Leo Geyr von Schweppenburg chỉ huy, gồm các sư đoàn xe tăng 6, 7, 19 và sư đoàn bộ binh 168.
  - Quân đoàn xe tăng 40 của Thiếu tướng Gustav Fehn mới được điều từ Pháp sang gồm các sư đoàn xe tăng 3, 23, sư đoàn pháo chống tăng tự hành 670 và sư đoàn bộ binh 13.
  - Quân đoàn bộ binh 11 của Thượng tướng Bộ binh Joachim von Kortzfleisch gồm sư đoàn bộ binh 73, sư đoàn bộ binh sơn chiến 1, các sư đoàn kỵ binh 5, 6 Romania.
- Tập đoàn quân 2 do Đại tướng Maximilian von Weichs chỉ huy, trong biên chế có:
  - Quân đoàn bộ binh 55 (Quân đoàn Pillau) của Thiếu tướng Rudolf Freiherr von Roman gồm các sư đoàn bộ binh 45, 95, 299 và lữ đoàn bộ binh 1 của lực lượng SS.
  - Quân đoàn bộ binh 6 của Thượng tướng Bộ binh Bruno Bieler gồm các sư đoàn bộ binh 6, 26, 256; sư đoàn pháo binh 69, trung đoàn pháo binh 57, các trung đoàn pháo hạng nặng 808 và 848, sư đoàn công binh 10.
  - Quân đoàn bộ binh 2 Hungary gồm 5 sư đoàn.
  - Sư đoàn bộ binh độc lập 88.

#### Kế hoạch
Trong khi Hồng quân Liên Xô chỉ có thể phỏng đoán được lực lượng của quân đội Đức thì tình báo Đức lại nắm khá rõ về các lực lượng dự bị của Liên Xô đang xây dựng trong mùa xuân năm 1942. Theo báo cáo của tùy viên quân sự Phần Lan tại Ankara làm việc cho cơ quan tình báo quân sự Đức Abwehr: tại các khu vực của Ufa, Kazan, Astrakhan, Orenburg, quân đội Liên Xô đang tổ chức khoảng 20 đến 25 sư đoàn bộ binh và kỵ binh; tại các khu vực Kazan, Kirov, Vologda, Tambov và phía đông của Moskva cũng có đến 30 sư đoàn bộ binh và 10 lữ đoàn xe tăng đang được xây dựng và huấn luyện, tại khu vực Ural cũng đang tập trung khoảng 10 sư đoàn lấy từ quân dự bị động viên. Tổng cộng có khoảng 50 đến 60 sư đoàn tương đương 6 đến 7 tập đoàn quân (theo cách tính biên chế kiểu Đức) đang được Nguyên soái S. M. Budyonny tư lệnh các lực lượng dự bị của quân đội Liên Xô chỉ đạo tổ chức.
Ngày 5 tháng 4, Hitler ký ban hành Chỉ thị 41 về việc triển khai chiến dịch Blau. Mục đích của chiến dịch được hoạch định ngay sau khi Tập đoàn quân số 11 của Erich von Manstein giành được thắng lợi tại Krym. Lần này trọng tâm chiến sự hướng về phía Nam với mục tiêu chính là vựa dầu vùng Kavkaz cùng một mục tiêu phụ là thành phố Stalingrad. Vì vậy cụm Tập đoàn quân Nam được chú ý bổ sung và trang bị tối đa cho chiến dịch. Ngày 11 tháng 4, Bộ Tổng tham mưu Đức đã ra các mệnh lệnh quy định trình tự thực hiện kế hoạch này. Trước hết là dự kiến thương vong và tuyển quân đợt mới đối với những người Đức sinh từ năm 1924 trở về trước (đủ 18 tuổi). Bộ Tổng tham mưu Đức dự kiến với mức độ thương vong như hiện tại thì đến ngày 1 tháng 5 năm 1942 đã cần bổ sung ngay 318.000 quân; từ tháng 5 đến tháng 9 cần động viên tiếp tục 960.000 quân. Tuy nhiên, nếu làm như vậy thì đến cuối năm, quân đội Đức sẽ cạn hết lực lượng dự bị. Cuối cùng, các tướng lĩnh tham mưu Đức đều thống nhất trước hết, hãy phát lệnh động viên 260.000 người cho lục quân và đưa 240.000 người thuộc niên hạn nhập ngũ cuối năm 1941, đã qua hai tháng huấn luyện quân sự đến mặt trận Xô-Đức.
Ngày 19 tháng 4, có tin đồn về một cuộc tấn công của quân đội Liên Xô nhằm vào ngày sinh nhật Hitler nhưng đến ngày 20 tháng 4, tình hình mặt trận vẫn yên tĩnh. Việc tăng viện cho quân đội Đức tại mặt trận vẫn thực hiện đều đặn nhưng chưa đạt mức yêu cầu. Theo báo cáo của Bộ Tổng tham mưu Đức thì mặt trận phía Đông mới chỉ nhận được 1.847/2.340 xe tăng cần bổ sung; 7.411/74.183 xe cơ giới các loại. Số xe này đủ trang bị mới cho 10 sư đoàn xe tăng. Ngoài ra, quân Đức tại mặt trận đã nhận được 28.000 súng trường, 14.000 súng tiểu liên MG-34, 7.000 khẩu pháo hạng nặng và 1.900 pháo dã chiến đủ trang bị cho 5 sư đoàn bộ binh. Đã có 179.609 ngựa chiến bị chết từ 11 tháng 10 năm 1941 đến nay nhưng quân Đức chỉ nhận được bổ sung 20.000 con. Sau một tháng tăng cường lực lượng bổ sung, các sư đoàn Đức tại Cụm tập đoàn quân Nam đã đạt biên chế tương đương biên chế chuẩn, đặc biệt là các sư đoàn xe tăng và cơ giới; các cụm tập đoàn quân Bắc và Trung tâm chỉ đạt từ 50% đến 75% biên chế chuẩn. Ngoài ra, quân Đức còn huy động đến mặt trận phía Đông 195.000 nhân công lao dịch thuộc tổ chức Todt, trong đó có 45.000 người Đức và 150.000 người các nước khác; được biên chế vào 200 tiểu đoàn lao công để thay thế cho khoảng 1/3 lính công binh (khoảng 10 sư đoàn) được chuyển thành bộ binh. Vấn đề phục hồi và tăng cường số quân, trang bị của quân Đức trên mặt trận Xô-Đức về cơ bản đã được giải quyết.
Ngày 22 tháng 4, Thống chế Fedor von Bock di chuyển Tập đoàn quân xe tăng 1 về hướng Kramatorsk-Slaviansk. Khi đi qua Stalino (Donetsk), Tập đoàn quân này đã được củng cố, bổ sung về người và trang bị với đầy đủ 11 sư đoàn, trong đó có 5 sư đoàn xe tăng và 1 sư đoàn pháo tự hành. Trong thời gian đó, quân Đức chịu mất Sư đoàn bộ binh 385 và một trung đoàn xe tăng trên cánh trái của Tập đoàn quân xe tăng 4 để tổ chức một trận tấn công lớn vào khu vực Medyn và Yukhnov theo hướng Moskva. Động thái này càng làm cho Bộ Tổng tư lệnh quân đội Liên Xô tập trung chú ý vào hướng Moskva. Ngày 3 tháng 5, các tướng lĩnh Đức họp tại Berlin để nhận nhiệm vụ trong Chiến dịch Blau đã kiểm tra lại và nhận thấy việc bảo mật kế hoạch này đã được thực hiện tốt.
Và Hồng quân cũng không hề hay biết về cái gọi là Chiến dịch Friderikus do tướng Friedrich Paulus - Tư lệnh mới của Tập đoàn quân số 6 - ký lệnh thi hành vào ngày 30 tháng 4 năm 1942. Đây là đòn "hồi mã thương" nhằm vào các đơn vị Hồng quân đang đóng tại cung lồi Izium - Barvenkovo. Nhiệm vụ hủy diệt lực lượng Hồng quân tại Izium được giao cho Tập đoàn quân số 6 của Paulus, và lệnh ban xuống nói rằng ngày khởi sự tốt nhất có thể là ngày 18 tháng 5 năm 1942. Tuy nhiên, trên thực tế thì Tập đoàn quân xe tăng 1 (Đức) mới là đơn vị đóng vai trò chủ chốt trong việc thực hiện nhiệm vụ này.
Ý đồ của Bộ Tổng tư lệnh quân đội Đức trong Chiến dịch Blau là sử dụng hai tập đoàn quân xe tăng 1 và 4 làm hai mũi đột tấn công theo các hướng song song. Một cánh từ Kursk qua Kastornoye và Stary Oskol về hướng Voronezh - Liski; một cánh từ khu vực Slaviansk - Kramatorsk đánh sang Millerovo và rẽ xuống Rostov. Qua đột phá khẩu đã được xe tăng Đức mở ra, các tập đoàn quân 6, 17 sẽ tấn công về hướng Stalingrad, tiến ra sông Volga và Kavkaz. Tập đoàn quân 2 tiến ra thượng lưu sông Đông, thay thế cho Tập đoàn quân xe tăng 4 tiếp tục càn quét dọc sông Đông từ Bắc xuống Nam, chặn toàn bộ đường rút sang bờ đông sông Đông của các sư đoàn Liên Xô đang chiến đấu tại các phương diện quân Tây Nam và Nam. Nếu hành động nhanh chóng, quân Đức sẽ tiếp tục lặp lại những thành công tại phía Đông Kiev tám tháng trước, bao vây và đánh sập cánh Nam của quân đội Liên Xô trên mặt trận Xô-Đức. Để thực hiện ý đồ này, hiển nhiên việc phải làm đầu tiên của Cụm tập đoàn quân Nam Đức là phải cắt đứt chỗ lồi Barvenkovo. Friedrich Paulus, tư lệnh Tập đoàn quân số 6 (Đức Quốc xã) nhận xét:
| “                   | Mục tiêu chủ yếu của chiến dịch đệm này nhằm loại bỏ một nguy cơ đối với quân Đức tại sườn phía nam trên tuyến đường sắt Dnipropetrovsk - Stalino. Theo đó ổn định việc cung cấp cho Tập đoàn quân xe tăng 1 và Tập đoàn quân 17 của quân đội Đức. Đồng thời, nó cũng nhằm đảm bảo việc chống giữ Kharkov đối với Tập đoàn quân 6 khi nơi đây đã trở thành một căn cứ hậu cần và quân y rất lớn. Hơn nữa, nó cũng cần thiết để hình thành những bàn đạp tại khu vực Bắc Donets và phía đông nam Kharkov cho các cuộc tiến công tiếp theo qua các con sông ở phía đông. Để làm điều này, cần phải mở đòn đột kích từ phía nam lên phía bắc để tiêu diệt cánh quân Liên Xô đang tiến công trên hướng Barvenkovo. | ” |
| — Friedrich Paulus, | |   |

Ngày 10 tháng 5, tướng Paulus hoàn tất bản thảo cuối cùng cho Chiến dịch Friderikus, và cũng cùng khoảng thời gian đó, quân Đức đã chuẩn bị sẵn sàng cho một đợt tấn công lớn nhằm vào khu vực Kavkaz. Tại khu vực xung quanh Kharkov, tướng Paulus đã bố trí ba tuyến phòng thủ kiên cố. Tuyến đầu có chiều sâu từ 6 đến 7 km, tuyến thứ hai cách tiền duyên từ 10 đến 15 km và tuyến thứ ba nằm trong chiều sâu 20 đến 25 km.

## Diễn biến

### Quân đội Liên Xô tấn công
Ngay sau khi Phương diện quân Krym vừa thất bại tại bán đảo này và bị thiệt hại rất nặng nề thì Phương diện quân Tây Nam phát động tấn công. Trước cuộc tấn công một ngày, I. V. Stalin đã hỏi G. K. Zhukov qua điện thoại với ý chê trách G. K. Zhukov đã quá thiên về xu hướng phòng ngự trong cuộc họp ngày 27 tháng 3:
| “               | Anh thấy đấy, phòng ngự đã đưa lại kết quả thế nào... Chúng ta cần phải trừng phạt nặng Kozlov, Mekhlis và Kulich vì họ đã thiếu thận trọng, để những người sau này đừng có cẩu thả. Timoshenko sắp bắt đầu tiến công. Anh thấy thế nào, vẫn không thay đổi ý kiến về phương thức hành động ở phía Nam à ? | ” |
| — I. V. Stalin, | |   |

G. K. Zhukov thẳng thắn trả lời ngay:
| “               | Thưa không. Tôi cho rằng ở phía Nam trước hết cần dùng không quân và hỏa lực pháo binh mạnh hỗ trợ cho phòng ngự vững chắc để tiêu hao địch rồi sau đó mới có thể chuyển sang tấn công được | ” |
| — G. K. Zhukov, | |   |

Ý kiến cuối cùng của G. K. Zhukov và cũng là cơ hội cuối cùng cứu vãn tình hình của Phương diện quân Tây Nam đã bị I. V. Stalin bỏ qua. Được cổ vũ bởi khí thế thắng trận sau cuộc tổng phản công mùa Đông 1941-1942, Quân đội Liên Xô thuộc 6 tập đoàn quân tham gia chiến dịch đã khởi chiến ngày 12 tháng 5 năm 1942 với hai mũi nhọn tấn công đồng loạt về phía Bắc và phía Nam Kharkov. Trên chính diện 81 km, Bộ tư lệnh chiến dịch đã sử dụng thê đội 1 để đột phá với 22 sư đoàn, mỗi sư đoàn đảm nhận từ 2,5 km (tại Tập đoàn quân 28) đến 6,5 km (tại Tập đoàn quân 38); 2.860 khẩu pháo và súng cối, mật độ nơi thấp nhất 19 khẩu/km chính diện (Tập đoàn quân 38), nơi cao nhất 60 khẩu/km chính diện (Tập đoàn quân 28). Trong tổng số 925 xe tăng và pháo tự hành của Phương diện quân Tây Nam, Bộ tư lệnh chiến dịch sử dụng 555 chiếc tại thê đội 1 với mật độ nơi thấp nhất 4 chiếc/km (Tập đoàn quân 21), cao nhất 12 chiếc/km (Tập đoàn quân 28). Phương diện quân Nam chỉ có khoảng 450 xe tăng được sử dụng vào phòng ngự. Theo các sĩ quan trong Bộ Tổng tham mưu quân đội Xô Viết, mật độ này hoàn toàn không đủ để kiềm chế hỏa lực của quân Đức, cũng không đủ để "dọn dẹp" cửa mở.

#### Chiến sự từ ngày 12 đến 14 tháng 5

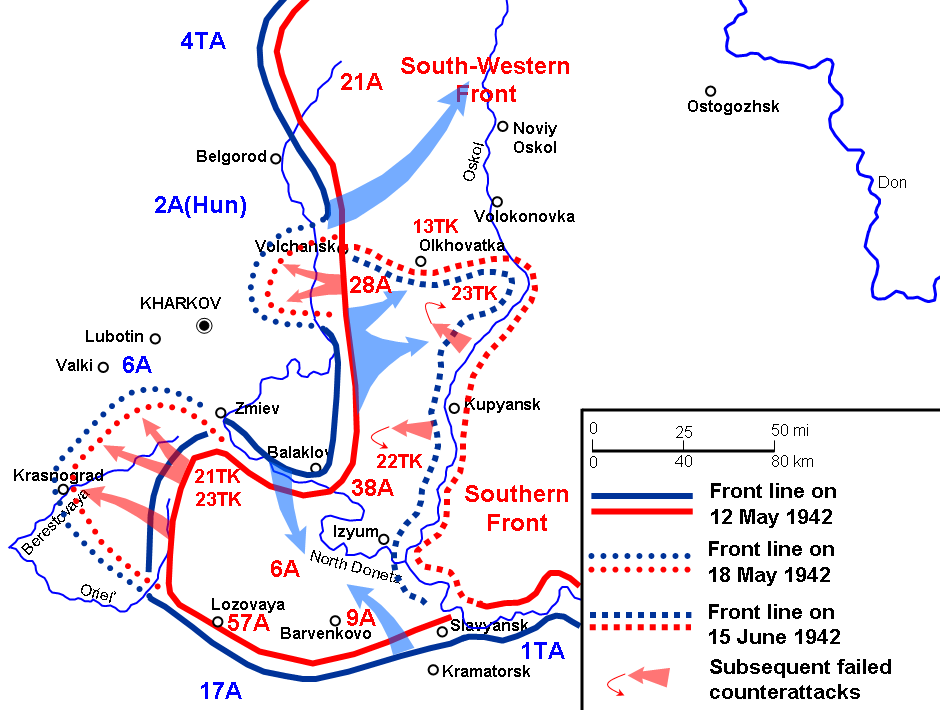
Diến biến Chiến dịch Barvenkovo-Lozovaya

Từ "chỗ lồi" Barvenkovo, Cụm quân xung kích của tướng L. V. Bovkin trong đội hình Tập đoàn quân 28 có 206 xe tăng của các quân đoàn xe tăng 21 và 23 cùng 5 sư đoàn bộ binh đột kích vào tuyến phòng thủ của các sư đoàn bộ binh 62, 113, 454 và 108 (Đức). Ở thê đội 2 có Quân đoàn kỵ binh 6 và 2 lữ đoàn xe tăng gồm 87 chiếc sẵn sàng tiến theo cụm xung kích để mở rộng cửa đột phá.
6 giờ 30 phút sáng ngày 12 tháng 5 một trận pháo kích kéo dài 60 phút được quân đội Liên Xô thực hiện vào nhằm tuyến phòng thủ của quân Đức. Trong 15 đến 20 phút cuối của trận pháo kich, các phi đội máy bay ném bom và cường kích của Liên Xô cũng phối hợp oanh tạc và bắn phá. 7 giờ 30 phút, thê đội 1 của các tập đoàn quân 6 và 28 xuất phát tấn công. Tuy nhiên, cuộc chiến đã diễn ra khó khăn hơn dự đoán của các tướng lĩnh Liên Xô. Mật độ đạn của pháo binh và cường độ oanh tạc bằng không quân tương đối thấp, không đủ chế áp các hỏa điểm và hủy diệt các lực lượng dày đặc của quân Đức đang phòng thủ trên tuyến đầu. Vấp phải làn hỏa lực dày đặc ấy, mật độ xe tăng mỏng của quân đội Liên Xô khiến cho lực lượng đột kích này không đủ sức đột phá và nhiệm vụ yểm hộ cho bộ binh lại trở thành công việc chính. Do đó, đến cuối ngày 12 tháng 12, các tập đoàn quân 6 và 28 chỉ tiến được trung bình từ 1 đến 3 km. Ở các hướng thứ yếu do các tập đoàn quân 21 và 38 thực hiện, tình hình khả quan hơn. Rạng sáng 12 tháng 5, sư đoàn bộ binh 76 của Tập đoàn quân 21 đã chiếm được một đầu cầu nhở ở bờ Tây sông Bắc Donets. Cũng trong buổi sáng, sư đoàn 300 của Tập đoàn quân 38 đã đột kích sâu và mở rộng căn cứ bàn đạp lên 4 km chiều sâu, 5 km chiều dài ngay cụm phòng thủ Chuguev của quân Đức.
Tại hướng Chuguev, sư đoàn bộ binh 300, các phân đội đi đầu đã phải dừng lại trước phòng tuyến thứ hai của quân Đức. Thêm vào đó, sư đoàn bộ binh 124 lại tiến quá nhanh và có nguy cơ rơi vào các ổ hỏa lực của quân Đức tại phòng tuyến thứ hai mà pháo binh Liên Xô chưa với đến được, tướng K. S. Moskalenko buộc phải điều động sư đoàn bộ binh 81 từ lực lượng dự bị lên lấp vào chỗ gián đoạn, che chắn sau lưng cho sư đoàn 124. Đây là điều mạo hiểm bắt buộc vì toàn bộ lực lượng dự bị của Tập đoàn quân 38 chỉ còn lại sư đoàn này. Trên hướng Balaklaya, sư đoàn bộ binh 304 đã không thành công trong việc đột phá tuyến phòng thủ đầu tiên của quân Đức tại điểm tiếp giáp giữa các sư đoàn bộ binh 44 và 71 (Đức).
Thành công lớn nhất của quân đội Liên Xô trong ngày 12 tháng 5 thuộc về sư đoàn bộ binh 226 của thiếu tướng A. N. Gorbatov thuộc Tập đoàn quân 28, được tăng cường lữ đoàn xe tăng 26 của đại tá T. I. Tanashishin. Họ đã tiến vào sườn các sư đoàn bộ binh 79 và 294 của quân Đức trên độ sâu đến 10 km. Tiếp theo đó là sư đoàn bộ binh 124 của đại tá A. K. Berestov được phối thuộc một lữ đoàn xe tăng của Quân đoàn xe tăng 13 do trung tá J. T. Klimenchuk chỉ huy. Họ đã vượt sông Bolshaya Bobka và đánh chiếm làng Sandy, một căn cứ đầu cầu quan trọng của quân Đức. Còn làng Pyatnitskoe (Pyatnytske) đã bị sư đoàn bộ binh 300 (Liên Xô) tràn ngập khi được sự phối hợp của sư đoàn bộ binh 81. Mặc dù các binh sĩ Liên Xô đã cố gắng hết sức nhưng kết quả của ngày chiến đấu đầu tiên vẫn chưa đáp ứng được yêu cầu của nhiệm vụ đặt ra. Cuối ngày 12 tháng 5, trong khi hướng phát triển của Tập đoàn quân 38 rất có lợi để tấn công vỗ mặt vào các sư đoàn Đức đang phòng ngự phía Đông Kharkov thì Bộ tư lệnh chiến dịch lại ra lệnh cho tướng Moskalenko điều quân đoàn xe tăng 22 gồm đủ ba lữ đoàn 13, 36 và 133 để tăng cường cho cánh quân xung kích của Tập đoàn quân 6 hướng Nam Kharkov.
Sáng 13 tháng 5, cánh phải của tập đoàn quân 28 và cánh trái của Tập đoàn quân 21 (Liên Xô) đã chiếm được khu phòng thủ đầu tiên của quân Đức tại làng Ternovaya. Bộ tư lệnh Tập đoàn quân 28 tiếp tục đưa thêm hai sư đoàn bộ binh và hai lữ đoàn xe tăng vào đột phá khẩu để phát triển tấn công về phía Kharkov. Tập đoàn quân 38 vẫn tiếp tục tấn công vào phía Nam Chuguev. Đến trưa, họ đã tiến thêm được 6 km về phía Tây, đánh chiếm các điểm dân cư Mykhailovka, Novoaleksandrovka (Oleksandrivka) và Chervona Rogankov (Verkhnya Rahanka). Nhưng đến buổi chiều cùng ngày, tình hình đã có những thay đổi. Tướng Paulus đã cho triển khai phần lớn Quân đoàn xe tăng 40 (Đức) gồm sư đoàn xe tăng 3 tại khu phòng thủ Privolye (???) - Zarozhnoye của sư đoàn bộ binh 71, sư đoàn xe tăng 23 vừa được điều đến từ mặt trận Krym đã được bố trí vào khu phòng thủ Stary Santov của Sư đoàn bộ binh 44, Sư đoàn xe tăng 19 đã có mặt ở tuyến đầu tại Balaklaya, Sư đoàn cơ giới 29 tăng cường cho khu phòng thủ Chuguev. Sư đoàn xe tăng 16 từ Tập đoàn quân xe tăng 4 cũng được điều động phối thuộc cho Tập đoàn quân 6 và đưa ra phòng thủ tại đây. Tổng cộng có khoảng 470 xe tăng Đức đã được triển khai tại khu vực của Tập đoàn quân 6 (Đức).
Tại cánh quân phía Nam trên khu vực đột phá của Tập đoàn quân 6 (Liên Xô), đột phá khẩu đã được mở rộng đến 55 km và có chiều sâu từ 25 đến 50 km. Cho rằng mình đã đột phá thành công tuyến phòng thủ thứ hai của đối phương, Bộ chỉ huy chiến dịch đã tung thêm hai quân đoàn xe tăng với khoảng 300 xe vào cuộc chiến. Tuy nhiên, trinh sát Liên Xô đã bị đánh lừa khi họ cho rằng cánh quân xe tăng chủ yếu của quân Đức đang tập trung tại khu vực Zmiev trong khi, sư đoàn xe tăng 19 (Đức) đang ở khu vực Balaklaya, sát bờ Tây sông Berestov và chỉ còn cách sườn phải của Cụm xung kích do tướng Bobkin chỉ huy khoảng 15 km. Tại hướng trung tâm, nhằm đánh chiếm dứt điểm Chuguev, tạo bàn đạp thuận lợi để tấn công Kharkov từ phía Đông, nguyên soái S. K. Timoshenko đã tăng cường cho Tập đoàn quân 38 thêm sư đoàn bộ binh 126 và lữ đoàn xe tăng 6. Với lực lượng đã lên đến 5 sư đoàn bộ binh, 4 lữ đoàn xe tăng (khoảng 200 xe tăng) và 1 lữ đoàn bộ binh cơ giới, được yểm hộ bằng 500 pháo, súng cối và khoảng 100 máy bay ném bom, máy bay cường kích; S. K. Timoshenko tin rằng có thể giải quyết được khu phòng thủ Chuguev trong ngày 14 tháng 5. Cuối ngày 13 tháng 5, trong khi cánh Nam của mặt trận do tướng D. I. Riebyshev chỉ huy và cánh quân xung kích hướng Bắc của Tập đoàn quân 28 đã tiến thêm được từ 6 đến 8 km về hướng Kharkov thì Tập đoàn quân 21 vẫn phải dẫm chân tại chỗ trước các ngôi nhà cao tầng tại thị trấn Murom do Sư đoàn bộ binh 79 (Đức) phòng thủ với sự hỗ trợ của Sư đoàn cơ giới SS "Wiking" (Tập đoàn quân xe tăng 4). Tập đoàn quân 38 của tướng K. S. Moskalenko cũng đang quần nhau kịch liệt với sư đoàn bộ binh 297, sư đoàn cơ giới 29 và sư đoàn xe tăng 16 (Đức) tại khu phòng thủ Chuguev.
Ngày 14 tháng 5, mặc dù bị mất đến 319 máy bay nhưng Bộ Tổng tham mưu Đức đã điều động từ các hướng khác đến bổ sung cho Cụm tập đoàn quân Nam thêm 580 máy bay, trong đó có 180 máy bay tiêm kích, 310 máy bay ném bom và 90 máy bay cường kích. Sau ba ngày tấn công, không quân Liên Xô tại Phương diện quân Tây Nam chỉ còn 889 máy bay (mất 122 chiếc) trong đó có 350 máy bay tiêm kích, 444 máy bay ném bom, 85 máy bay cường kích và 10 máy bay trinh sát. Quân đội Liên Xô mất dần ưu thế trên không. Cũng trong ngày 14 tháng 5, sự chuệch choạc bắt đầu xuất hiện trong công tác chỉ huy của quân đội Liên Xô, Quân đoàn kỵ binh cận vệ 3 và sư đoàn bộ binh 38 trong thê đội 2 của Tập đoàn quân 28 được giao nhiệm vụ tấn công Livny (Lyptsi) đã không nhận được những mệnh lệnh thích hợp cho họ, khiến họ phải "đoán mò" nhiệm vụ của mình và tập trung không đúng địa điểm quy định. Chính vì sự thiếu phối hợp này mà cánh trái của Tập đoàn quân 28 ở phía Bắc mặt trận bắt đầu phải đối phó vất vả với các đơn vị tăng - thiết giáp của Tập đoàn quân 6 từ hậu tuyến tiến ra phản kích. Tại khu vực đầu cầu ở bờ Tây sông Bắc Donets gần Livny, sư đoàn bộ binh 169 được tăng cường lữ đoàn xe tăng 6 đã vấp phải đòn phản kích của sư đoàn cơ giới SS "Wiking" (Đức) vào sườn trái của họ. Mặc dù đã tiêu diệt được 50 xe tăng Đức nhưng Lữ đoàn 6 cũng mất đến hơn 40 chiếc, còn sư đoàn bộ binh 169 bị tổn thất rất nặng.
Đến cuối ngày 14 tháng 5, Cụm quân xung kích của tướng Bobkin tiếp tục tấn công và chỉ còn cách Kharkov khoảng 30 đến 40 km về phía Đông Nam. Tin này làm cho I. V. Stalin phấn khởi và ông đã kịch liệt quở trách Bộ Tổng tham mưu Liên Xô rằng nếu nghe theo lời họ thì suýt nữa, ông đã phải bác bỏ một chiến dịch được triển khai thắng lợi đến như thế. Hơn thế, ông còn lệnh cho Bộ Tổng tham mưu coi chiến dịch là công việc nội bộ của Phương diện quân Tây Nam và không được can thiệp vào. Điều đó có nghĩa là Bộ Tổng tham mưu quân đội Liên Xô, cơ quan nắm trong tay những thông tin chính xác về việc tập trung binh lực Đức ở tuyến Slaviansk, Kramatorsk để chuẩn bị tấn công đã hầu như không còn cơ hội cứu vãn được tình thế. A. M. Vasilevsky mới nhậm chức Tổng tham mưu trưởng được một tuần (thay Nguyên soái B. M. Shaposnikov được điều về làm Giám đốc Học viện Bộ Tổng tham mưu vì lý do sức khoẻ) đã không dám cãi lại.

#### Chiến sự từ ngày 15 đến 17 tháng 5

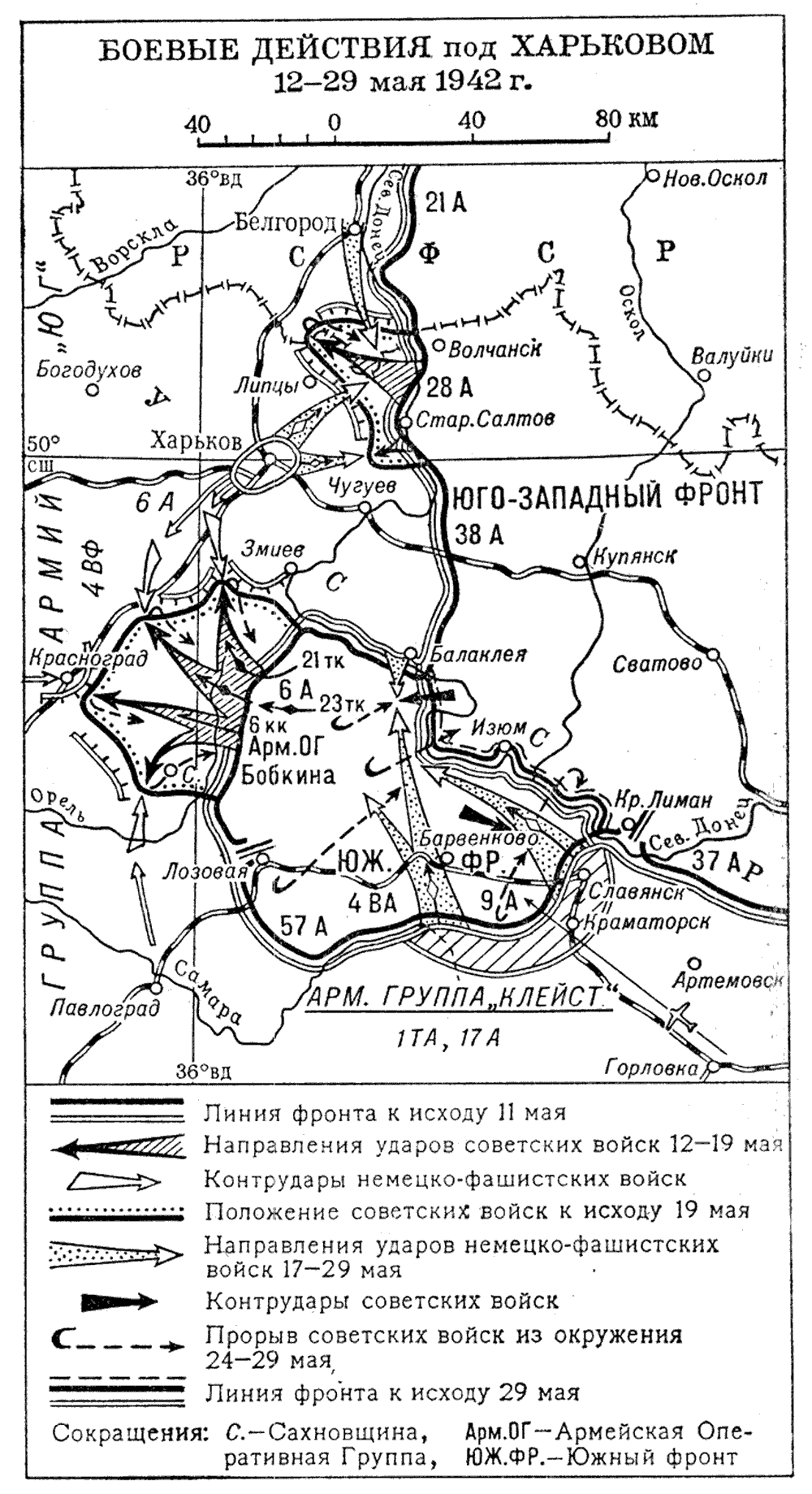
Bản đồ chiến dịch bằng tiếng Nga

Sáng 15 tháng 5, Tập đoàn quân 28 trên cánh Bắc tiếp tục đột phá tuyến phòng thủ của quân Đức nhưng đã vấp phải đòn phản kích lớn của sư đoàn xe tăng 16 mới được điều từ Belgorod đến. Đòn phản kích nhằm vào sư đoàn bộ binh cận vệ 13 được tăng cường lữ đoàn xe tăng 244 đang chiến đấu nhằm chiếm căn cứ bàn đạp Dragunovsk (???) nằm giữa nơi tiếp giáp của Tập đoàn quân 28 với tập đoàn quân 38. Phát hiện Lữ đoàn xe tăng 244 (Liên Xô) một mình đột phá sâu đến 10 km qua phía Nam Ternovaya 2 đến 5 km trong khi hai lữ đoàn còn lại của Quân đoàn xe tăng 22 còn đang kẹt lại ở phía Đông và phía Bắc thị trấn Veseloye, Sư đoàn xe tăng 16 (Đức) đã bao vây lữ đoàn này. Đến đêm 16 tháng 5, số quân còn lại của lữ đoàn đã phải mở đường máu rút về phía Bắc Veseloye (Vesele). Sư đoàn bộ binh cận vệ 13 cũng phải bở dở cuộc tấn công vào Dragunovsk. Đây là thất bại lớn đầu tiên của Tập đoàn quân 28 (Liên Xô) trên cánh Bắc của chiến dịch. Nó báo hiệu sự "xuống sức" của các đơn vị cơ giới Liên Xô và cũng chưa phải là thất bại duy nhất. Mặc dù gặp phải sức phòng ngự yếu hơn của quân Đức nhưng các sư đoàn bộ binh 169 và 175 vẫn phải dừng lại cách Livny 5 km về phía Đông.
Chiều 15 tháng 5, Quân đoàn kỵ binh cận vệ 3 vốn được dành để phát triển tấn công đã phải tập trung binh lực để "vá lỗ thủng" do Quân đoàn xe tăng 22 để lại khi họ đã mất đến hơn 1/3 quân số và vũ khí. Sức tấn công của Tập đoàn quân 28 suy giảm trong khi tư lệnh S. K. Timoshenko lại yêu cầu tiếp tục tấn công để phối hợp với Tập đoàn quân 6 lúc này đã tiến đến sông Beretovka. Ngày 16 tháng 5, Timoshenko ký mệnh lệnh số 00317 yêu cầu tập trung các sư đoàn bộ binh cận vệ 6 và 13, sư đoàn bộ binh 162 lữ đoàn xe tăng cận vệ 6 cùng với sư đoàn bộ binh 277 và lữ đoàn xe tăng 58 được chuyển sang từ Tập đoàn quân 38 thành một cụm đặc nhiệm ngăn chặn đòn phản đột kích của sư đoàn xe tăng 16 và sư đoàn cơ giới 29 (Đức), sau đó đột kích vào sườn trái và đánh chiếm khu phòng thủ Chuguev, mở đường tiến đến Kharkov. Tuy nhiên, sáng 17 tháng 5, quân Đức đã phát hiện việc chuyển quân của quân đội Liên Xô và triển khai đòn tấn công bằng hai sư đoàn xe tăng 3 và 16 vào cánh Bắc của Tập đoàn quân 38 (Liên Xô). Cánh Nam của tập đoàn quân này tại phía Đông Balaklaya cũng bị sư đoàn xe tăng 23 tấn công. Tướng Moskalenko, tư lệnh Tập đoàn quân 38 buộc phải điều những đơn vị dự bị cuối cùng gồm lữ đoàn xe tăng 114 tăng cường cho sư đoàn bộ binh 199 trên hướng Chuguev và sư đoàn bộ binh 313 cùng với sư đoàn bộ binh 304 giữ hướng Balaklaya.
Khi cánh quân phía Nam của chiến dịch đã đột phá qua tuyến phòng thủ thứ hai của quân Đức và chỉ còn cách Kharkov 40 đến 50 km về hướng Đông Nam thì đó là cơ hội để Bộ chỉ huy chiến dịch tung Quân đoàn xe tăng 24 từ lực lượng dự bị vào dải tấn công của Tập đoàn quân 28 để đột phá và tiếp tục phát triển tấn công thì Timoshenko lại không làm như thế. Ông ra lệnh tạm dừng tấn công một ngày để chờ cánh Bắc tiến thêm về phía Kharkov thêm hai chục km nữa và khi đó, quân đội Liên Xô sẽ có cơ hội thuận lợi hơn. Timoshenko không phải là không biết đến sự nguy hiểm khi tấn công từ "cái túi tác chiến" Barvenkovo nhưng trước những ý kiến trái ngược nhau, Hội đồng quân sự Phương diện quân Tây Nam đã tỏ ra không lấy gì làm lo lắng trước nguy cơ các Tập đoàn quân 9 và 57 không giữ được tuyến phòng thủ trước Tập đoàn quân xe tăng 1 mới được điều từ phía Nam đến cùng với Tập đoàn quân 17 đã có mặt tại đây từ trước. Mặc dù Đại bản doanh Bộ Tổng tư lệnh tối cao đã điều một số sư đoàn dự bị đi tăng cường cho Phương diện quân Nam nhưng phải ba đến bốn ngày sau, số quân này mới đến mặt trận. Trong khi đó thì Bộ Tư lệnh phương diện quân Tây Nam vẫn rất thong dong, ra lệnh chuẩn bị phản kích ở hướng Nam và vẫn không dừng cuộc công kích về phía Kharkov. Và thời gian lại tiếp tục trôi đi thêm ba ngày quý giá.
Trong các ngày 15 và 16 tháng 5, mặc dù liên tục đột phá nhưng các tập đoàn quân Liên Xô vẫn phải dừng lại trước tuyến phòng thủ thứ ba của quân Đức quanh Kharkov. Ngày 17 tháng 5, tướng D. I. Riabyshev buộc phải điều quân đoàn kỵ binh 6, lực lượng dự bị cuối cùng đến tăng viện cho Cụm xung kích của tướng L. V. Bobkin tiếp tục đột phá. Song, họ đã muộn. Đêm 16 tháng 5, tướng Paulus tiếp tục nhận được sư đoàn bộ binh 305 tăng viện từ Poltava, sư đoàn bộ binh 168 tăng viện từ Belgorod. Cơ hội của quân đội Liên Xô cuối cùng xuất hiện ở cánh Bắc do sư đoàn bộ binh 266 của đại tá A. A. Tavantsev đánh chiếm được một đầu cầu nhỏ qua sông Berestovka ở Grodniansk (???) và công binh đã lập tức bắc cầu chuẩn bị cho xe tăng vượt sông. Nhưng nước lũ đã nhấn chìm các cây cầu và cơ hội này nhanh chóng vụt tắt khi Quân đoàn xe tăng 22 bị kẹt lại ở bờ sông phía Đông. Trên cánh trái, kỵ binh Liên Xô đã tiến sát Krasnograd và đây là nơi xa nhất mà họ đến được trong toàn bộ chiến dịch. Tướng Friedrich Paulus đã điều sư đoàn bộ binh 305 mới được tăng viện còn sung sức cùng với sư đoàn bộ binh 454 và lữ đoàn quân cảnh 408 phòng thủ vòng tròn quanh Krasnograd và chặn đứng 3 sư đoàn kỵ binh 26, 28 và 49 của Liên Xô ở ngoại vi thành phố, cho dù họ đã chiếm được con đường sắt Lozovaya - Krasnograd. Với các đoàn bộ binh 168 và 305 mới được tăng cường, Quân đoàn bộ binh 8 (Đức) đã giữ được tuyến phòng thủ thứ ba trên sông Beretovsk, tuyến phòng thủ cuối cùng của Tập đoàn quân 6 (Đức) ở phía Nam Kharkov. Trên cánh Bắc, Tập đoàn quân 28 vẫn không vượt qua được khu vực phòng thủ Chuguev khi quân Đức ở đây đã được tăng cường sư đoàn xe tăng 16. Ở giữa mặt trận, Quân đoàn bộ binh 51 (Đức) được tăng cường sư đoàn xe tăng 23 đã chặn đứng Tập đoàn quân 38 (Liên Xô) trước cửa ngõ thị trấn Bolshaya Babka (Velyka Babka).

#### Tiếp tục tấn công hay dừng lại?
Đây là chủ đề đã gây nên cuộc tranh cãi lớn trong Bộ Tổng tư lệnh tối cao quân đội Liên Xô và tại Phương diện quân Tây Nam với hai luồng ý kiến trái ngược nhau. Trinh sát mặt trận của cả hai phương diện quân Tây Nam và Nam của quân đội Liên Xô đã không phát hiện được các quân đoàn xe tăng 3, 40, quân đoàn cơ giới 60 và quân đoàn bộ binh 11 của tướng Paul Kleist được chuyển từ phía Nam đến và đã được tăng cường các sư đoàn được điều động từ Pháp và Đức sang, nâng tổng số biên chế của đạo quân thiết giáp này lên đến 11 sư đoàn trong đó có 6 sư đoàn xe tăng. Những dấu hiệu đáng lo ngại đã trở thành hiện thực khi ngày 17 tháng 5, Tập đoàn quân xe tăng 1 và Tập đoàn quân 17 (Đức) nằm trong "Cụm tác chiến Kleist" bắt đầu tấn công vào các đơn vị mỏng yếu của các tập đoàn quân 9 và 57 (Liên Xô) đang phòng ngự tại toàn bộ sườn phía Nam của "chỗ lồi" Izium-Barvenkovo. Các cánh quân xe tăng mạnh nhất của quân Đức đã đột phá vào điểm tiếp giáp giữa Tập đoàn quân 57 và Tập đoàn quân 9 (Liên Xô) tại khu vực Slaviansk - Kramatorsk và bắt đầu dồn hai tập đoàn quân Liên Xô về phía Bắc.
Tối 17 tháng 5, thiếu tướng A. F. Anisov, tham mưu trưởng Tập đoàn quân 57 không hề giấu diễm sự thật cay đắng, đã báo cáo với A. M. Vasilevsky về toàn bộ tình hình nguy ngập trên cánh Bắc của Phương diện quân Nam và khẩn khoản yêu cầu Vasilevsky dùng ảnh hưởng của mình tác động đến I. V. Stalin để ông này ra lệnh ngừng cuộc tấn công và quay sang thanh toán mối nguy cơ bị hợp vây từ phía Nam. Các sĩ quan tham mưu đang theo dõi hướng Cận Đông cũng được điều động sang giúp phân tích tình hình. Căn cứ các kết quả phân tích, A. M. Vasilevsky đi đến kết luận:
| “                   | Chỉ có thể ngăn chặn quân Đức bằng biện pháp đình chỉ ngay lập tức cuộc tấn công vào Kharkov, rút lực lượng đột kích về và dùng toàn bộ lực lượng hiện có tại cánh Nam của Phương diện quân Tây Nam cùng cả Phương diện quân Nam ngăn chặn cũng như đánh vào sau lưng cánh quân xe tăng Đức đang đột phá lên phía Bắc. | ” |
| — A. M. Vasilevsky, | |   |

I. V. Stalin đã dùng máy điện thoại cao tần nói chuyện với S. K. Timoshenko và nhận được câu trả lời lạc quan rằng đó chỉ là đòn nghi binh của quân Đức để kéo lực lượng đột kích của Liên Xô lùi về; rằng Bộ Tư lệnh Phương diện quân Tây Nam đã tiến hành đầy đủ các biện pháp để đẩy lùi đối phương; và rằng sau mấy ngày nữa, khi quân đội Liên Xô chiếm được Kharkov, tình hình sẽ trở lại bình thường. Căn cứ vào đó, I. V. Stalin ra lệnh tiếp tục tấn công. Nhưng tình hình lại xấu đi rõ rệt hơn vào ngày 18 tháng 5, khi Cụm xung kích của tướng L. V. Bobkin bị sư đoàn xe tăng 19 (Đức) đột kích vào sau lưng. Lúc 18 giờ 30 ngày 18 tháng 8, Ủy viên Hội đồng quân sự Phương diện quân Tây Nam N. S. Khrushev điện thoại cho A. M. Vasilevsky thông báo vắn tắt tình hình mặt trận và đề nghị có ý kiến để Tổng tư lệnh tối cao cho dừng tấn công, tập trung lực lượng đối phó với cánh quân xe tăng rất mạnh của Đức trên hướng Nam. A. M. Vasilevsky cho rằng từ các báo cáo của Phương diện quân Tây Nam cho thấy sự không thống nhất quan điểm đánh giá tình hình và đề nghị N. S. Khrushev lấy danh nghĩa Ủy viên Bộ Chính trị để nói chuyện trực tiếp với I. V. Stalin. 15 phút sau, N. S. Khrushev gọi lại cho A. M. Vasilevsky thông báo quyết định của Tổng tư lệnh tối cao: Đồng chí Stalin khẳng định mệnh lệnh: Tiếp tục tấn công.
Chỉ đến ngày 19 tháng 5, khi cánh quân xe tăng của tướng Paul Kleist đã đột kích rất sâu vào sau lưng các tập đoàn quân 6 và 57, băm nát hậu cứ của các tập đoàn quân này thì S. K. Timoshenko mới ra lệnh ngừng tiến công và rút các lực lượng ở cánh Nam quay sang chống lại các sư đoàn xe tăng Đức. Cho dù quyết định này được I. V. Stalin chuẩn y ngay nhưng nó đã được đưa ra quá muộn, hai tập đoàn quân 6, 57 và Cụm quân xung kích của tướng L. V. Bobkin đã bị bao vây tại chính chỗ lồi Izium - Barvenkovo. Những diễn biến cực kỳ bất lợi cho quân đội Liên Xô vẫn còn ở phía trước khi đây chỉ là màn dạo đầu của cuộc tổng tấn công mùa hè năm 1942 của quân đội Đức Quốc xã tại cánh Nam của mặt trận Xô-Đức với cái tên nghe có vẻ hiền hòa "Kế hoạch Xanh".

### Quân đội Đức Quốc xã phản công
Ngay từ ngày 14 tháng 5 năm 1942, sau khi nghe báo cáo của Thống chế Fedor von Bock về tình hình chiến sự xung quanh Kharkov, Hitler đã chỉ thị cho Bộ tư lệnh Cụm tập đoàn quân Nam:
| “               | Chiến dịch này có thể làm chậm thời hạn của cuộc tấn công (ám chỉ Kế hoạch Blau) nhưng lại là dịp tốt để tiêu hao đối phương. Quân đoàn Breslau cần phải đứng vững và phải tăng viện cho nó. Cần tổ chức những hành động nghi binh để che kín hướng Slaviansk. Mỗi quân đoàn thiết giáp tại đây cần phải có từ 180 đến 200 xe tăng. Mặc dù phải chịu đựng phòng thủ từ 2 đến 3 ngày tấn công nữa nhưng lợi ích cao nhất của chiến dịch là ta sẽ tấn công đối phương từ phía sau lưng họ. | ” |
| — Adolf Hitler, | |   |

#### Tại khu vực Izium - Barvenkovo

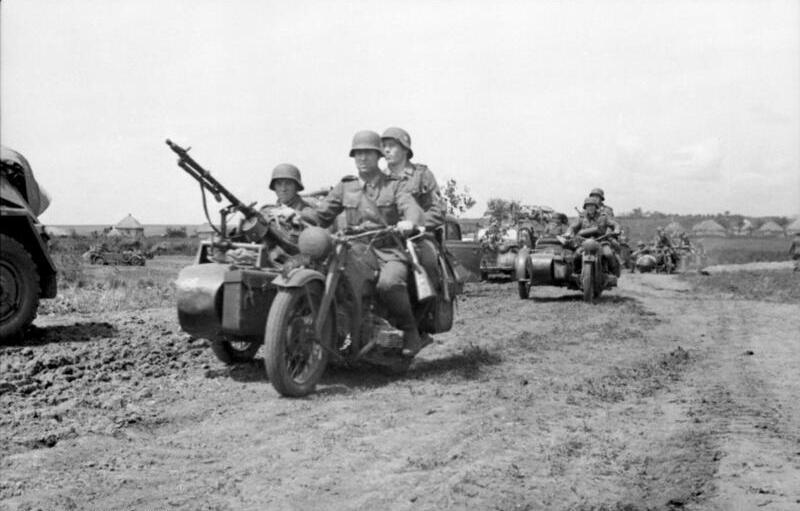
Các binh đoàn cơ giới Đức phản công

Từ ngày 13 đến ngày 16 tháng 5, trong khi vẫn kiên trì các nỗ lực phòng thủ ở xung quanh Kharkov, Cụm tập đoàn quân Nam (Đức) đã triển khai xong các lực lượng dành cho cuộc tấn công mùa hè. Tại khu vực làng Petrovka phía Tây Kramatorsk chỉ rộng 20 km, Tập đoàn quân xe tăng 1 (Đức) đã triển khai các sư đoàn xe tăng 6, 7, 14, 60 và sư đoàn cơ giới 3. Tại khu vực Bylbasovka, Sobolevka (Seleznivka) có Quân đoàn bộ binh 4 (Tập đoàn quân 17) gồm các sư đoàn bộ binh 9, 68, 76, 94 và 295, sư đoàn cơ giới 32 và sư đoàn pháo chống tăng tự hành 670. Tổng cộng, có khoảng 15 đến 17 trung đoàn xe tăng đã được điều động. Tại khu vực Balaklaya, Tập đoàn quân 6 cũng tập trung các sư đoàn xe tăng 3 và 23, sư đoàn cơ giới 19 và toàn bộ Quân đoàn bộ binh 29 gồm các sư đoàn bộ binh 57, 168, 299 và lữ đoàn công binh 429 để tấn công trên hướng Tây Bắc từ khu vực đầu cầu Andreevka, phối hợp với Cụm quân Kleist từ phía Nam đánh lên. Lực lượng cánh Bắc của Cụm Tập đoàn quân Nam có tập đoàn quân 2 sẽ phối hợp với Tập đoàn quân xe tăng 2 mở cuộc tấn công hướng đến Voronezh.
5 giờ 30 phút sáng 17 tháng 5, cuộc tấn công do Tập đoàn quân xe tăng 1 của tướng Paul Kleist phát động tại địa đoạn Slaviansk - Kramatorsk đánh vào cánh phải của Tập đoàn quân 9 và cánh trái của Tập đoàn quân 57 đã hoàn toàn gây bất ngờ cho toàn bộ các Phương diện quân Nam và Tây Nam (Liên Xô). Do giấu kín việc tập trung binh lực trên địa đoạn chính ở Aleksandrovka - Kramatorsk nên tại khu vực đột phá khẩu, quân Đức đã đạt được ưu thế cục bộ hầu như áp đảo so với quân đội Liên Xô theo tỷ lệ 1,7/1 về người, 7,4/1 về pháo binh, 4,7/1 về pháo tự hành, 2,1/1 súng cối, 6,5/1 về xe tăng. Pháo binh và máy bay cường kích Đức đã gây thiệt hại nặng nề cho các đơn vị Liên Xô cả trên tuyến đầu và hậu cứ. Sở chỉ huy Tập đoàn quân 9 ở Dolgenkovo bị trúng bom, Tư lệnh Tập đoàn quân Kharitonov bị thương và phải cho di chuyển đến sở chỉ huy dự bị ở Kamenka. Thế nhưng ở đây lại chưa bố trí đủ phương tiện thông tin nên Bộ tư lệnh Tập đoàn quân hoàn toàn bị mất liên lạc với các đơn vị cấp dưới. 8 giờ sáng xe tăng Đức đã đột phá sâu đến 10 km tại hướng Petrovka - Barvenkovo và 6 đến 8 km tại hướng Slaviansk - Dolgenkoye trong dải phòng ngự của Tập đoàn quân 9. Tướng R. Ya. Malinovsky cũng bị mất liên lạc với tướng K. P. Potlats, tư lệnh tập đoàn quân 57. Việc phối hợp giữa các đơn vị tuyến đầu với các đơn vị ở thê đội dự bị hoàn toàn không thực hiện được. Do đã bị suy yếu trong các trận đánh phòng ngự cục bộ trước đó nên hai Tập đoàn quân 9 và 57 (Liên Xô) đã không thể chống đỡ cuộc đột kích ồ ạt của 5 sư đoàn xe tăng, 1 sư đoàn pháo tự hành và 5 sư đoàn bộ binh Đức. Chỉ trong ngày đầu, xe tăng Đức đã đột phá sâu đến 20 km và bắt đầu uy hiếp Tập đoàn quân 57 (Liên Xô) đang đóng tại Slaviansk, trên sườn phía Tây Tập đoàn quân 9.
.

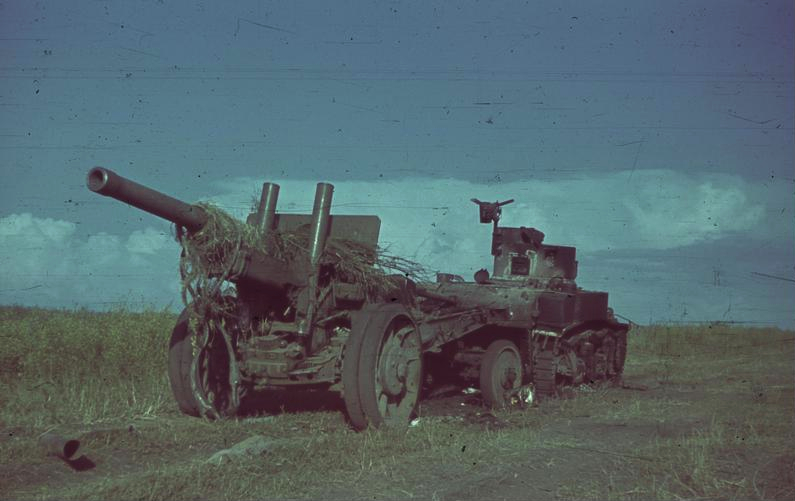
Một chiếc xe tăng BT của quân đội Liên Xô (đã bị bắn hỏng) kéo theo một khẩu pháo M-3 bị bỏ lại trên chiến trường

Sáng ngày 18 tháng 5, Tập đoàn quân xe tăng 1 Đức tiếp tục tăng cường độ tấn công. Tại khu vực Balaklaya, các sư đoàn xe tăng 23, 19 và các sư đoàn bộ binh 57, 168, 299 (Đức) từ khu vực đầu cầu Andreevka đã tạo nên một nguy cơ thứ hai đe dọa hậu cứ của các tập đoàn quân 6 và 57 (Liên Xô). Vì không được bổ sung đủ quân số và phương tiện đã tiêu hao trong các trận tấn công vào Kharkov kéo dài suốt một tuần trước đó nên tuyến phòng ngự của quân đội Liên Xô tại khu vực này rất mỏng, mỗi sư đoàn phải phòng thủ trên chính diện 20 đến 25 km với chiều sâu phòng ngự chỉ từ 3 đến 4 km và nó dễ dàng bị các binh đoàn xe tăng Đức khoan thủng. Đến ngày 20 tháng 5, đột phá khẩu do xe tăng Đức mở ra đã lên đến 80 km chính diện và có chiều sâu từ 40 km (ở phía Bắc Izium) và 60 km (ở phía Nam Izium). Chỗ hở của vòng vây do Tập đoàn quân xe tăng 1 và các tập đoàn quân 6, 17 (Đức) tạo ra tại "chỗ lồi" Barvenkovo chỉ còn lại một hành làng hẹp dọc sông Bereka chảy qua thị trấn Izium chưa bị đánh chiếm. Tướng R. Ya. Malinovssky phải tổ chức Quân đoàn kỵ binh 5 của tướng I. A. Pliev gồm các sư đoàn kỵ binh 30, 34 và 60 cùng lữ đoàn xe tăng 64 và Quân đoàn kỵ binh 2 do Phương diện quân Tây Nam chuyển giao để chống giữ liên tục tại hành làng Izium đến hết ngày 24 tháng 5 nhằm giúp cho các lữ đoàn xe tăng 12, 15 và 4 sư đoàn bộ binh 51, 333, 335 và 349 của Tập đoàn quân 9 rút ra khỏi vòng vây. Các sư đoàn bộ binh 106, 341 và lữ đoàn xe tăng 121 nhận nhiệm vụ cản hậu đã bị quân Đức tiêu diệt và bắt làm tù binh.

#### Tại khu vực Olkhovatka - Kupiansk

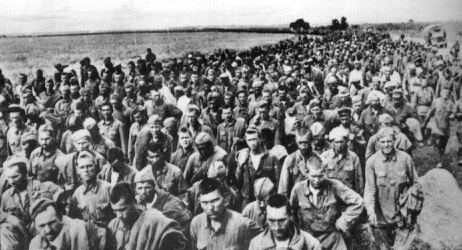
Tù binh Liên Xô bị bắt giữ

Ngày 19 tháng 5, tại hướng Kupiansk - Olkhovatka, các sư đoàn xe tăng 3 và 16 cùng Quân đoàn bộ binh 8 (Đức) đã mở mũi đột kích từ khu phòng thủ Chuguev vào phía sau Tập đoàn quân 28, làm tê liệt các cánh quân xung kích của tướng D. I. Riabyshev, trong đó, một cụm quân xe tăng xung kích mạnh của tướng F. Ya. Kostenko đã bị bao vây hoàn toàn tại khu vực phía Đông Livny. Cuộc đột kích của sư đoàn xe tăng 3 và sư đoàn bộ binh 57 (Đức) trên hướng Morokhovets được phối hợp cùng lúc với các sư đoàn bộ binh 88 và 168 từ phía Tây Murom tràn xuống đã hợp vây sư đoàn bộ binh 227 và lữ đoàn cơ giới 34 (Liên Xô) ở khu vực Vergeleka (Vesele). Ở sườn phía Nam của tập đoàn quân 28, sư đoàn bộ binh 169 bị thiệt hại nặng trước sức tấn công của một bộ phận sư đoàn xe tăng 23 (Đức) và phải rút lui dưới sự yểm hộ của lữ đoàn kỵ binh cận vệ 5; do đó, đã đẩy sư đoàn bộ binh 175 đang chiến đấu ở Đông Bắc Livny vào thế bị hợp vây. Tập đoàn quân 28 đã rút lui một cách vô tổ chức vì tất cả chỉ huy đều bị động đối phó, không chuẩn bị cho tình huống bị phản kích, không lập các phòng tuyến đệm, không có kế hoạch đảm bảo lực lượng và phương tiện yểm hộ. Thậm chí, có mấy khu vũ khí, đạn dược và quân nhu rất lớn tại Petropavlovskiy (nơi đóng sở chỉ huy Tập đoàn quân 28) và thị trấn Starisha đã không kịp di chuyển về phía Đông và bị quân Đức đánh chiếm.
Ở khu vực phía Đông Karkov, quân Đức tấn công một cách cầm chừng vào Tập đoàn quân 38 nhằm giữ chân tập đoàn quân này lại, không cho nó được tự do di chuyển để đỡ đòn cho hai bên sườn và sau nữa là để hợp vây nó trong bước hai của Chiến dịch Friderikus sau khi đã thanh toán xong các tập đoàn quân 6 và 57 trên cánh Nam và Tập đoàn quân 28 trên cánh Bắc của quân đội Liên Xô. Tuy nhiên, việc này đã không thực hiện được do ngày 16 tháng 5, một tài liệu của Tập đoàn quân 51 (Đức) chuyển đến các sư đoàn xe tăng 3, 23 và sư đoàn bộ binh 71 đã bị quân báo của Tập đoàn quân 38 (Liên Xô) bắt được khi họ tấn công vào một xe liên lạc của quân Đức trên vùng phía Nam Chuguev. Trong tài liệu chỉ rõ rằng các lực lượng xe tăng và bộ binh Đức phải tập trung tại hai khu vực: đầu cầu Andreevka ở phía Nam và thị trấn Savintsev (???) ở phía Bắc, bỏ lỏng khu vực Stary Saltov - Chervona Rogankov ở giữa mặt trận. Tin tức này được báo cáo lên Bộ tư lệnh Phương diện quân Tây Nam; song rất tiếc, nó đã không được xem xét đến. Tuy vậy, do biết trước ý đồ của quân Đức nên tướng S. K. Moskalenko đã chủ động rút quân đoàn xe tăng 24 về phía Tây Kupiansk, lập được tuyến phòng ngự đệm trên bờ đông, rút được phần lớn Tập đoàn quân 38 về bên kia sông Bắc Donets và ba ngày sau đó về bên kia sông Oskol, chỉ chịu để mất sư đoàn bộ binh 300 tại khu vực Savintsev và trung đoàn cơ giới 7 ở đầu cầu Andreevka.

#### Tại hướng Volokonovka - Novy Oskol
Vì đây không phải là địa bàn tấn công chủ yếu của quân đội Liên Xô trong chiến dịch Barvenkovo-Lozovaya nên chính quân Đức đã phát động cuộc công kích tại đây như là hành động mở đầu cho Chiến dịch Blau trên sườn cực Bắc của Cụm tập đoàn quân Nam. Để dọn đường cho cuộc tấn công đầu tiên trên cánh Bắc, Bộ Tổng tư lệnh quân đội Đức đã yêu cầu Hungary cung cấp thêm 3 sư đoàn bộ binh cơ giới và nâng cấp Quân đoàn bộ binh 2 Hungary thành Tập đoàn quân 2 Hungary, tách nó ra khỏi đội hình Tập đoàn quân 17 (Đức) và đặt trực tiếp dưới quyền chỉ huy của Bộ Tư lệnh Cụm tập đoàn quân Nam. Ngày 24 tháng 5, Tập đoàn quân này có sự yểm hộ của Quân đoàn xe tăng 14 (Đức) đã mở cuộc đột kích sâu từ khu vực giữa Vovchansk và Belgorod về hướng Novy Oskol. Đòn đột kích này đã làm cho Tập đoàn quân 21 (Liên Xô) không còn khả năng chi viện và yểm hộ cho Tập đoàn quân 28 bên sườn trái của họ mà còn buộc họ phải rút lui sâu về bên kia sông Oskol trên hướng Voronezh. Trước tình thế bị hở sườn phải, Tập đoàn quân 38 của tướng K. S. Moskalenko cũng phải lùi về Ostrogozhsk.

## Kết quả, đánh giá và ảnh hưởng

### Kết quả
Ngày 22 tháng 5, vòng vây đã hoàn toàn khép chặt xung quanh các tập đoàn quân 6, 57 và Cụm quân của tướng L. V. Bobkin trong "cái túi tác chiến" Izium - Barvenkovo. Theo báo cáo của các tư lệnh Đức tại chiến trường do tướng Đức Kurt von Tippelskirch dẫn trong hồi ký của ông ta, quân số bị bắt của các đơn vị này có thể lên đến 240.000 người. Mặc dù trong các tài liệu của mình, Anthony Beevor đều dẫn nguyên si số liệu này nhưng theo nghiên cứu của David Glantz, trong tổng số thiệt hại 207.000 người của quân đội Liên Xô; quân Đức chỉ bắt được khoảng 70.000 đến 80.000 tù binh Liên Xô do phần lớn quân số của họ đã chết và bị thương đến trên 130.000 người trong các cuộc tấn công kéo dài hàng tuần lễ cũng như trong 5 ngày chiến đấu cuối cùng để cố thoát khỏi vòng vây. Chính tướng Franz Halder thông qua báo cáo của trinh sát đường không (Đức) cũng ghi nhận "đã có từ 8 đến 12 sư đoàn thoát ra khỏi vòng vây tại khu vực tiếp giáp giữa hai phương diện quân của kẻ thù (các phương diện quân Nam và Tây Nam) tại khu vực Izium và vội vã rút sâu về phía Đông". Cả hai học giả đều đồng ý với con số thương vong thấp của quân Đức, chừng 2 vạn người chết, bị thương, mất tích. Tuy nhiên, theo Wilheim Adam cho biết, đây chỉ là con số thương vong của riêng Tập đoàn quân 6 (Đức); thương vong của các tập đoàn quân 17 và Tập đoàn quân xe tăng 1 (Đức) cho đến nay vẫn chưa có thống kê. Phía Liên Xô ước đoán quân đội Đức đã thiệt hại 90.000 người chết và bị thương, 540 xe tăng, 1.500 pháo và súng cối bị phá huỷ, khoảng 200 máy bay đã bị bắn rơi. Mặc dù thời Liên Xô (cũ), người ta không công bố thiệt hại nhưng nước Nga hiện nay thừa nhận tổn thất của phía Liên Xô là 193.213 người chết và bị bắt, 86.727 người bị thương, 625 xe tăng và 3.278 pháo và súng cối bị phá huỷ.
Kết quả của Chiến dịch Barvenkovo–Lozovaya không chỉ gây cho quân đội Liên Xô tổn thất một số lượng vũ khí, khí tài và sĩ quan, binh sĩ lớn mà còn gây tổn thất lớn nhất về đội ngũ chỉ huy cao cấp của Liên Xô kể từ sau mùa Đông năm 1941. Trong số tướng lĩnh Liên Xô chết trận, có trung tướng Fedor Yakovlevich Kostenko, Phó tư lệnh Phương diện quân Tây Nam, trung tướng K. P. Potlas tư lệnh Tập đoàn quân 6, tướng L. V. Bovkin, chỉ huy cụm chiến dịch, tướng A. M. Gorodnyansky, tư lệnh tập đoàn quân 57 và tướng A. F. Anisov, tham mưu trưởng tập đoàn quân 57. Bất kể con số tổn thất là bao nhiêu thì Chiến dịch Barvenkovo–Lozovaya vẫn là một thất bại lớn của Hồng quân và nó đặt dấu chấm hết cho giai đoạn thắng lợi của Hồng quân trong và sau chiến dịch phản công mùa đông 1941-1942.

### Đánh giá

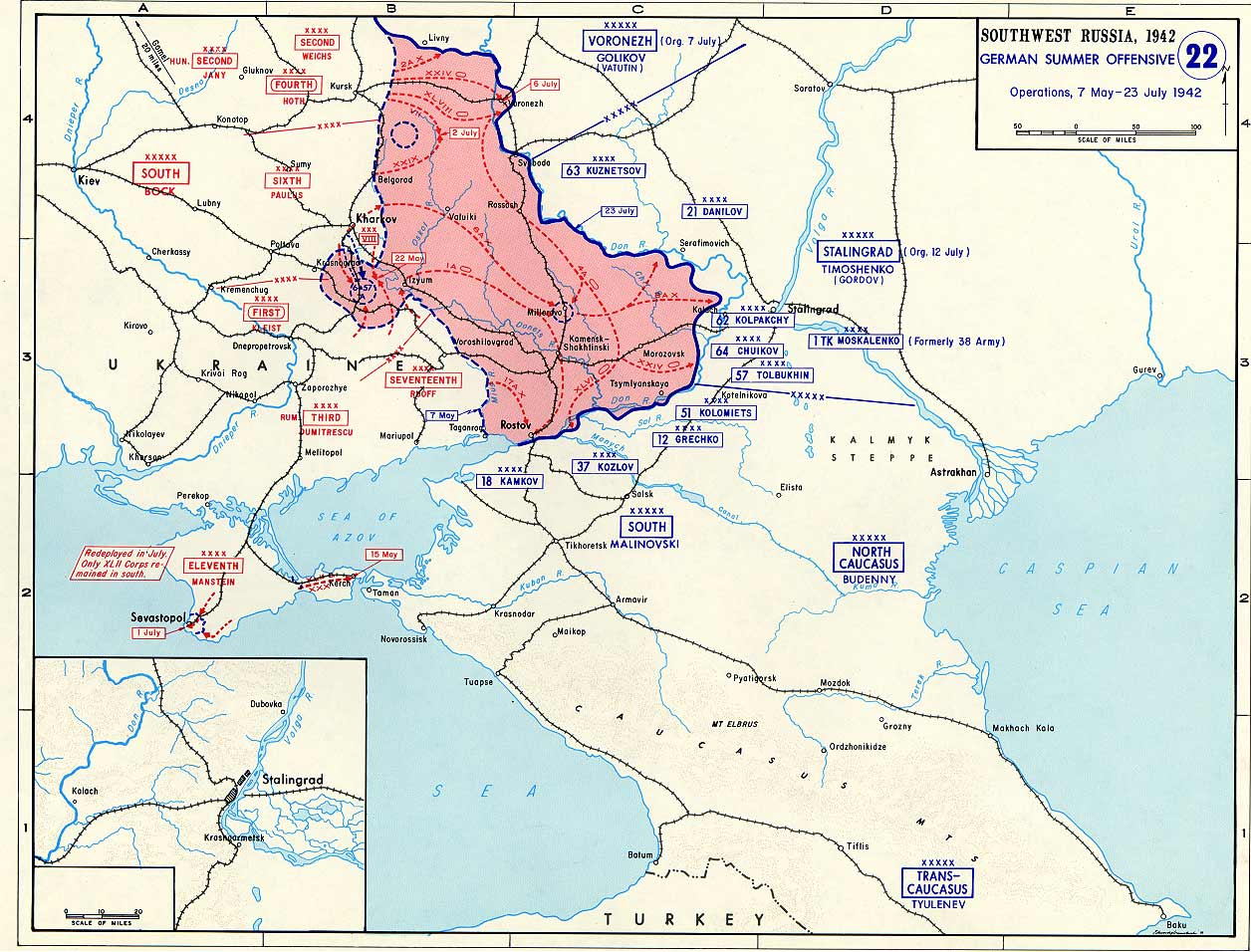
Tình hình cánh Nam mặt trận Xô- Đức từ ngày 22 tháng 5 đến ngày 7 tháng 7 năm 1942

Nhiều học giả đã cố gắng phân tích và tìm hiểu nguyên nhân dẫn đến thất bại của Hồng quân Xô Viết trong trận này. Một vài tướng lĩnh Hồng quân cho rằng việc Bộ Tổng Tư lệnh tối cao và bản thân I. V. Stalin đã bị choáng ngợp trước thắng lợi to lớn tại thủ đô Moskva cũng như trong chiến cuộc đông-xuân 1941-1942, vì vậy họ đã đánh giá sai thực lực của quân phát xít Đức. Trong hồi ký của mình, Nguyên soái Zhukov đã nhận xét rằng thất bại của chiến dịch là điều dễ đoán vì quá trình chuẩn bị của Hồng quân cho chiến dịch là hoàn toàn không phù hợp; đồng thời nguy cơ bị quân Đức đánh bọc sườn ở cánh trái tại chỗ lồi Izium là điều hiển hiện ngay trên bản đồ tác chiến. Zhukov cũng cho rằng nguyên nhân thất bại chủ yếu của Hồng quân là do sai lầm của chính I. V. Stalin trong việc coi thường nguy cơ bị quân Đức tấn công ở khu vực Tây Nam (trái ngược với tình hình ở mặt trận Moskva) và không tập hợp đủ lực lượng dự bị để đối phó với mối đe dọa từ những đòn phản kích của quân Đức. Thêm vào đó, I. V. Stalin cũng bỏ ngoài tai những cảnh báo của Bộ Tổng Tham mưu khi họ đề nghị củng cố các phòng tuyến ở mặt Tây Nam nhằm đề phòng một đòn phản kích của phát xít Đức tại đây.
Thêm vào đó, các tướng lĩnh Hồng quân cấp dưới (nhất là các chỉ huy của Phương diện quân Tây Nam) chỉ muốn tiếp tục phát huy những thành quả đạt được trong chiến cục mùa đông 1941-42 và cũng mắc phải sai lầm của chính địch thủ mình khi xưa: xem thường đối thủ - mà theo cách gọi của Tư lệnh Tập đoàn quân số 38 Kirill Moskalenko là a posteriori. Thật vậy, thắng lợi to lớn của Hồng quân trong mùa đông 1941-42 đã làm suy yếu quân Đức, nhưng chưa đủ để tiêu diệt họ. Moskalenko đã trích dẫn câu nói của một binh sĩ để minh họa cho việc này:
| “ | Lũ phát xít đã tỉnh dậy sau một thời gian ngủ đông. | ” |
| — |                                                     |   |

Đồng thời, việc I. V. Stalin lạm dụng các lực lượng Hồng quân mới được động viên - vốn chưa nhận được sự huấn luyện và trang bị đầy đủ - cho thấy sự ảo tưởng của I. V. Stalin về khả năng của Hồng quân cũng như khả năng của các quân, binh chủng trong Hồng quân cũng như thái độ đánh giá quá thấp đối thủ về việc họ có thể phòng ngự và tổ chức một đòn phản công đập tan cuộc tiến công của Hồng quân. Sức mạnh của quân Đức lại một lần nữa bộc lộ rõ rệt trong Chiến dịch Blau và trong Trận Stalingrad, dù lần này phát xít Đức gặp phải một kết cục trái ngược 180 độ.
Tuy nhiên, chiến dịch Barvenkovo-Lozovaya cho thấy một khía cạnh khác của sức mạnh Hồng quân: các chỉ huy Hồng quân đã bộc lộ tiềm năng về việc có thể tổ chức thành công một chiến dịch tấn công lớn vào phát xít Đức. Đây là một trong những nỗ lực đầu tiên của Hồng quân nhằm giành thế chủ động tiến công ngay trong thời điểm mùa hè. Về sau, khả năng của các chỉ huy Hồng quân được cải thiện rõ rệt qua ba chiến dịch phản công lớn: Chiến dịch Sao Hỏa, Chiến dịch Sao Thiên Vương và Chiến dịch Sao Thổ. Mặc dù chỉ có hai chiến dịch sau đem lại thành công mỹ mãn, những chiến dịch này là bằng chứng rõ rệt về việc Hồng quân Xô Viết hoàn toàn có thể chuyển cục diện chiến trường theo ý muốn của họ. Chiến thắng lớn tại vòng cung Kursk vào tháng 7 năm 1943 càng khẳng định chắc chắn hơn về sức mạnh của Hồng quân trong cuộc chiến tranh. Đồng thời, thất bại lớn tại Barvenkovo-Lozovaya cũng có một tác động tích cực tới I. V. Stalin, nó khiến ông hiểu rõ sự hạn chế về mặt quân sự của mình, và vì vậy ông trở nên tin tưởng các tướng lĩnh cũng như Bộ Tổng Tham mưu của mình hơn - ví dụ như sau đó ông đã để cho Bộ Tổng Tham mưu có tiếng nói quyết định trong việc chọn lựa các tướng lĩnh chỉ huy các Phương diện quân. Từ chỗ thanh trừng các tướng sĩ vào năm 1937, thất bại trong việc tiên đoán và chuẩn bị đối phó với cuộc tấn công xâm lược của Đức năm 1941, xem thường sức mạnh quân Đức năm 1942, cuối cùng I. V. Stalin đã học được cách lắng nghe và tin tưởng các tướng sĩ dưới quyền. Trong khi đó, Hitler thì càng lúc càng trở nên độc đoán trong việc chỉ huy và đến tháng 9 năm 1942 ông ta đã sa thải Tổng Tham mưu trưởng của mình, tướng Franz Halder.
Xét trong phạm vi của trận đánh nói riêng, có hai yếu tố đã đóng vai trò chủ đạo trong việc quyết định cục diện của trận đánh: Hồng quân không tập hợp lực lượng một cách chuẩn xác và việc phát xít Đức đã dự đoán chính xác về các cuộc điều quân của Hồng quân. Sự thể hiện yếu kém của các đơn vị Hồng quân tại cánh Bắc cũng như những yếu kém khác trong việc thu thập và phân tích thông tin tình báo của Bộ Tổng tư lệnh Tối cao cũng góp phần đem lại thảm họa cho Hồng quân trong chiến dịch. Tuy nhiên, xét cho cùng, chiến dịch Barvenkovo-Lozovaya vẫn cho thấy một bước tiến lớn về việc xây dựng các chiến thuật tác chiến của Hồng quân - mặc dù trong trận này vẫn chưa hoàn thiện - đây là yếu tố giúp họ giành được thắng lợi chung cuộc trong Cuộc chiến tranh vệ quốc vĩ đại.

### Ảnh hưởng
Cuộc thất trận tại Chiến dịch Barvenkovo–Lozovaya đã làm cho quân đội Liên Xô không những không chiếm lại được Kharkov mà còn làm tiêu hao một phần lực lượng dự bị ít ỏi mà họ đã cố gắng xây dựng được trong khoảng thời gian hai tháng 3 và 4 năm 1942, khi chiến sự trên các mặt trận tạm lắng xuống. Không những thế, tai họa này còn mở đầu cho một chuỗi tai họa về sau của quân đội Liên Xô trong mùa hè năm 1942 khi Đại bản doanh không còn lực lượng dự bị để tăng viện cho các mặt trận phía Nam bị quân Đức ào ạt tấn công không ngừng nghỉ từ ngày 28 tháng 6 năm 1942 về các hướng sông Đông, Sông Volga, Stalingrad và Bắc Kavkaz.
Đối với quân đội Đức và các đồng minh của họ, việc thực hiện thành công các đòn phòng ngự - phản công đã giúp họ lấy lại quyền chủ động chiến lược đã tạm thời bị mất sau cuộc phản công của quân đội Liên Xô tại khu vực Moskva. Người Đức xem cuộc tấn công này như một đòn chặn trước Kế hoạch Blau của họ và buộc quân đội Đức phải sử dụng sớm các lực lượng còn sung sức lẽ ra dành cho cuộc tấn công. Tuy nhiên, tướng Kurt von Tipenskisch cũng thừa nhận chiến dịch Barvenkovo-Lozovaya đã làm cho Bộ tư lệnh Cụm tập đoàn quân Nam phải lùi ngày khởi sự Chiến dịch Blau một thời gian để bổ sung quân số và trang bị cho các tập đoàn quân; đồng thời sắp xếp lại các lực lượng đã bị đảo lộn do phải tiến hành các cuộc phản công cục bộ.
Thất bại tại Barvenkovo-Lozovaya đã cộng hưởng cùng với các thất bại khác của quân đội Liên Xô tại các khu vực Rzhev - Vyazma, Krym và Demyansk đã làm cho quân đội Liên Xô đánh mất quyền chủ động chiến lược mà họ đã tạm nắm được sau cuộc tổng phản công mùa đông 1941-1942 buộc họ phải luôn bị động đối phó với các đòn tấn công của quân Đức, tiếp tục để mất phần lớn các vùng lãnh thổ quan trọng ở miền Nam Ukraina, lưu vực sông Đông và khu vực Bắc Kavkaz. Tranh thủ khoảng thời gian tạm dừng kéo dài gần một tháng, Bộ Tổng tư lệnh quân đội Liên Xô đã phải gấp rút chuyển giao cho Phương diện quân Tây Nam 7 sư đoàn bộ binh, 3 quân đoàn xe tăng (4, 13, 24) và 4 lữ đoàn xe tăng độc lập trong khi các đơn vị này chưa có đủ quân số và trang bị. Những lực lượng này chỉ đủ sức để ngăn quân Đức tại thượng lưu và trung lưu sông Đông nhưng không đủ để ngăn chặn quân Đức đột phá sâu về hướng Kavkaz và Stalingrad.
Tuy nhiên, xét về tổng thể các khía cạnh chính trị-quân sự-ngoại giao thì Chiến dịch Barvenkovo–Lozovaya lại có một ý nghĩa tích cực khác. Hai ngày sau khi mở chiến dịch, Ngoại trưởng Liên Xô V.M. Molotov đã lên đường đi Anh trên một chiếc máy bay ném bom TB-7 và đến nơi ngày 20 tháng 5. Tại đây, ngày 26 tháng 5, ông đã thỏa thuận được với Thủ tướng Anh Winston Churchill về việc sẽ mở một mặt trận thứ hai trong năm 1942 tại Tây Âu. Ông cũng gửi cho người đồng nhiệm của mình tại Washinton một bức công hàm đề nghị Hoa Kỳ thống nhất với Anh về việc này. Ngày 12 tháng 6, mặc dù chiến dịch đã thất bại nhưng Bộ ngoại giao Anh vẫn ra thông cáo:
| “                                    | Hai nước đã đạt được thỏa thuận về nhiệm vụ cấp bách phải mở một mặt trận thứ hai tại châu Âu vào năm 1942 | ” |
| — Người phát ngôn Bộ ngoại giao Anh, | |   |

Hơn nữa, để tránh sự hiểu lầm, Winston Churchill còn giao cho Molotov một bản ghi nhớ, trong đó nói rõ rằng nước Anh tham gia vào chiến trường này không phải là tìm kiếm một cuộc phiêu lưu quân sự có thể dẫn đến một trận Dunkerque thứ hai. Tuy nhiên, do chịu ảnh hưởng của tình thế bất lợi cho quân đội Liên Xô trên chiến trường, kết quả của những nỗ lực ngoại giao này không duy trì được lâu. Chỉ bốn tháng sau, khi quân Đức đã tiến đến cửa ngõ Stalingrad thì Wilston Churchill lại thông báo với Stalin rằng người Anh đang dồn lực lượng để ngăn chặn quân Đức ở Bắc Phi nên chưa thể mở mặt trận thứ hai tại châu Âu trong năm 1942.
Chẳng bao lâu sau khi đã rõ là thất bại tại "chỗ lồi" Izium-Barvenkovo tiếp tục kéo theo những thiệt hại nặng nề của quân đội Liên Xô trên toàn bộ cánh Nam mặt trận Xô-Đức, ngày 21 tháng 6 năm 1942, Tổng tư lệnh tối cao Stalin hạ lệnh giải tán Bộ Tư lệnh khu vực Tây Nam mặt trận Xô-Đức. Timoshenko vẫn chỉ huy Phương diện quân Tây Nam nhưng chỉ đến cuối tháng 6 thì bị triệu hồi về Đại bản doanh, để lại chức vụ Tư lệnh Phương diện quân Tây Nam cho Trung tướng N.F. Vatutin thay thế. Trung tướng Bagramian cũng bị triệu hồi về Moskva và được giao chỉ huy Tập đoàn quân 11 của Phương diện quân Tây. Chỉ có Khruchev vẫn được giữ lại làm Ủy viên hội đồng quân sự Phương diện quân Tây Nam và sau đó là Phương diện quân Stalingrad.

### Tiếng Anh
- Beevor, Antony. Stalingrad: The Fateful Siege. Viking; New York City: 1998. ISBN 0-670-87095-1
- Glantz, David M. Kharkov 1942: Anatomy of a Military Disaster. Sarpedon; New York City: 1998. ISBN 1-885119-54-2
- Hayward, Joel S. A. Stopped At Stalingrad. Univ. of Kansas; Lawrence: 1998. ISBN 978-0-7006-1146-1
- John Erickson, Barbarossa: The Axis and the Allies, Edinburgh Univ. Press, 1998. ISBN 978-0-7486-0504-0
- The memoirs of Field-Marshal Keitel. Do Walter Gorlitz hiệu đính và viết lời dẫn. Dịch giả David Irving, William Kimber, Luân Đôn (1965)

### Tiếng Đức
- Franz Halder, Kriegstagebuch. Tägliche Aufzeichnungen des Chefs des Generalstabes des Heeres 1939-1942. — Stuttgart: W. Kohlhammer Verlag, 1962-1964
- Kurt von Tippelskirch, Geschichte des Zweiten Weltkrieges. — Bonn, 1954
- Norbert Müller, Wehrmacht und okkupation 1941-1944. — Berlin, Deutscher Militärverlag, 1971.
- Wilhelm Adam. Der schwere Entschluß. — Berlin, Vlg d.Nation, 1965.

### Tiếng Nga
- Жуков Георгий Константинович, Воспоминания и размышления. В 2 т. — М.: Олма-Пресс, 2002.
- Василевский Александр Михайлович, Дело всей жизни. — М.: Политиздат, 1978.
- Москаленко Кирилл Семёнович На Юго-Западном направлении. Воспоминания командарма. Книга I. — М.: Наука, 1969.
- Бешанов Владимир Васильевич, Год 1942 — «учебный». — Мн.: Харвест, 2003.
- Кейтель Вильгельм, 12 ступенек на эшафот... — Ростов н/Д: Феникс, 2000, Часть 3. Война.
- Самсонов Александр Михайлович, Крах фашистской агрессии 1939-1945, — М.: Наука, 1980.

### Tiếng Việt
- Aleksndr Mikhailovich. Vasilevsky (1984), Sự nghiệp cả cuộc đời, Moskva: Nhà xuất bản Tiến Bộ
- Georgy Konstantinovich Zhukov (1987), Nhớ lại và suy nghĩ, quyển tập 1, Hà Nội: Nhà xuất bản Quân đội nhân dân
- Georgy Konstantinovich Zhukov (1987), Nhớ lại và suy nghĩ, quyển tập 2, Hà Nội: Nhà xuất bản Quân đội nhân dân
- Georgy Konstantinovich Zhukov (1987), Nhớ lại và suy nghĩ, quyển tập 3, Hà Nội: Nhà xuất bản Quân đội nhân dân
- Sergei Matveyevich Stemenko (1985), Bộ Tổng tham mưu Xô Viết trong chiến tranh, quyển tập 1, Hà Nội: Nhà xuất bản Quân đội nhân dân
- Sergei Matveyevich Stemenko (1985), Bộ Tổng tham mưu Xô Viết trong chiến tranh, quyển tập 2, Hà Nội: Nhà xuất bản Quân đội nhân dân
- Grigori Doberin (1986), Những bí mật của Chiến tranh thế giới thứ hai, Hà Nội: Nhà xuất bản Sự Thật